# Louis XI
Pour les articles homonymes, voir Louis XI (homonymie), Louis de France et Dauphin Louis.
Louis XI, né le 3 juillet 1423 à Bourges, mort le 30 août 1483 au château de Plessis-lèz-Tours, est roi de France de 1461 à 1483, sixième roi de la branche dite de Valois (Valois directs) de la dynastie capétienne.
Son règne voit le rattachement de plusieurs grandes principautés mouvantes, fiefs et arrière-fiefs vassaux au domaine royal par des moyens parfois violents : territoires mouvants du duché de Bretagne (1475, traité de Senlis), des ducs de Bourgogne (1477, confirmé en 1482 par le traité d'Arras avec Maximilien Ier de Habsbourg), Maine, Anjou, Provence et Forcalquier en 1481, par la mort sans héritier de Charles V d'Anjou, et une partie des domaines de la maison d'Armagnac qui, brisée par l'affrontement avec le pouvoir royal, s'éteint peu après.
La ligne directrice de sa politique a été constituée par le renforcement de l'autorité royale contre les grands feudataires, appuyée sur l'alliance avec le petit peuple, ce qui fait de lui un des pères de la centralisation française.

## Premières années

### Naissance et éducation

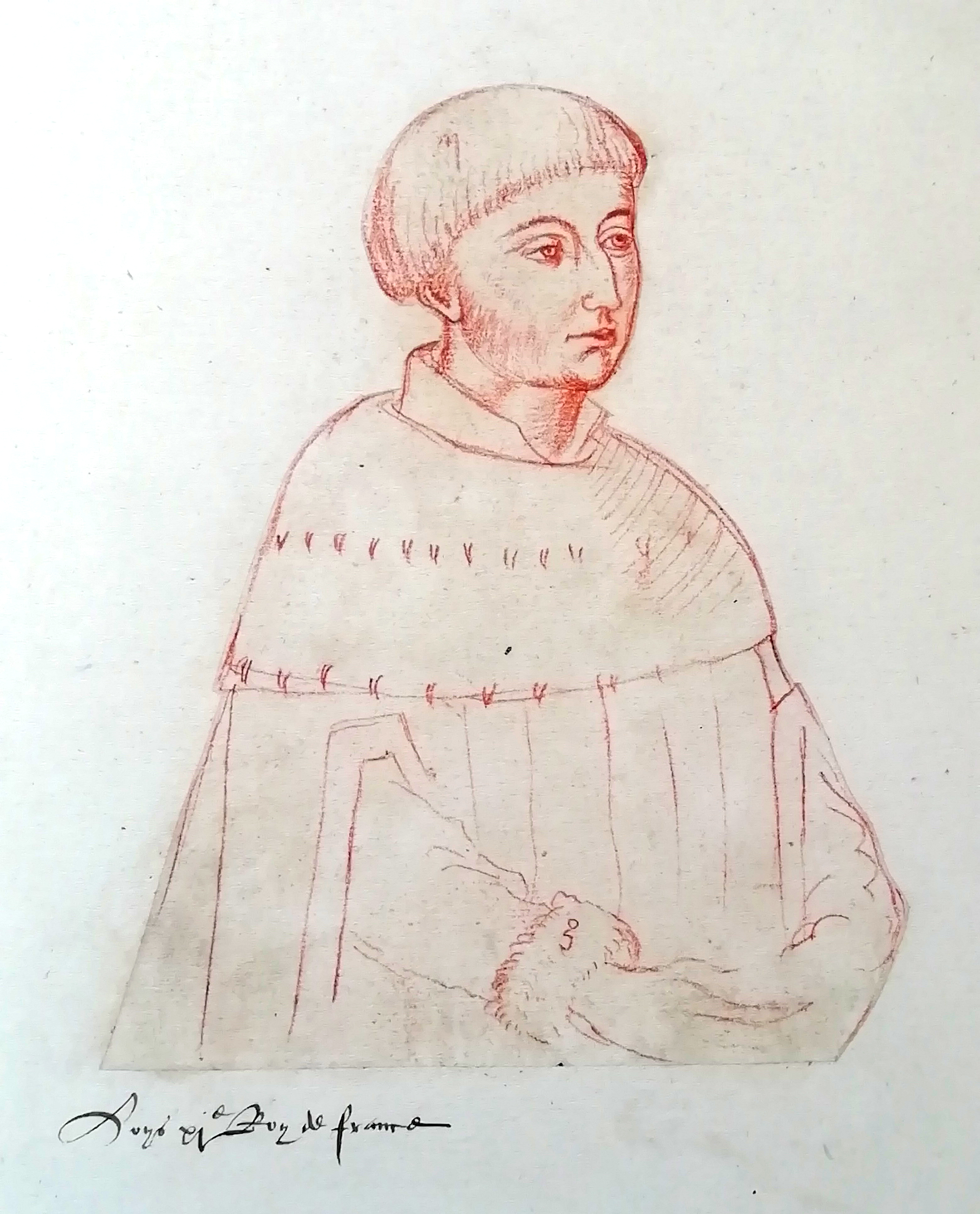
Le Dauphin Louis. Portrait à la sanguine et pierre noire de Jacques Le Boucq, Recueil d'Arras,, XVIe siècle, Bibliothèque municipale d'Arras.

Fils de Charles VII et de Marie d'Anjou, il fut baptisé en la cathédrale Saint-Étienne de Bourges. Durant son enfance, il fut élevé par Catherine de l'Isle-Bouchard, sa marraine, son parrain étant le duc Jean II d'Alençon.
À sa naissance la situation politique et militaire de son père est si précaire qu'on l'envoie au château de Loches, une forteresse. À partir de 1429, année du sacre de son père à Reims, grâce à l'aide de Jeanne d'Arc, une éducation de très bonne qualité lui est dispensée. Il commence en effet, dès l'âge de 6 ans, à apprendre le latin, l'histoire et les mathématiques, sous les directives de Jean de Gerson, ancien chancelier de l'université de Paris, et de Jean Majoris, licencié en droit et théologien, qui fut un bon précepteur pour le futur souverain,. Par conséquent, le dauphin, devenu roi, avait des bases solides en droit et en théologie et il maîtrisait l'art de convaincre et d'ordonner.
En 1433, alors qu'il a dix ans, il est autorisé à rejoindre ses sœurs et sa mère au château d'Amboise.

### Premier mariage
Le 24 juin 1436, il épouse Marguerite d'Écosse, fille de Jacques Ier d'Écosse, au château de Tours. Le futur Louis XI a 13 ans, elle 11 ans, et ils étaient déjà prédestinés à se marier depuis 8 ans. Il la rendra tellement malheureuse que, mourant très jeune, à 20 ans, la dauphine soupira ces ultimes paroles : « Fi de la vie ! Qu'on ne m'en parle plus… ». À l'occasion de ce mariage, le roi lui montre son indifférence en venant en habit de cheval sans même avoir quitté les éperons. Louis, de son côté, a du mal à cacher « ce qu'il pensait du pitoyable règne de son père, ni ce qu'il éprouvait face à son manque de volonté ».

### Débuts politiques
Dès l'époque de son mariage, il commence à jouer un rôle politique. Ainsi, il se déplace à Lyon et à Vienne pour recevoir les serments de fidélité de leurs habitants. Durant l'été 1437, il mène l'assaut contre Château-Landon. Son succès incite son père à l'action. Père et fils prennent Montereau et ils entrent dans Paris ensemble, ville récemment conquise par le connétable de Richemont.

## Dauphin de France

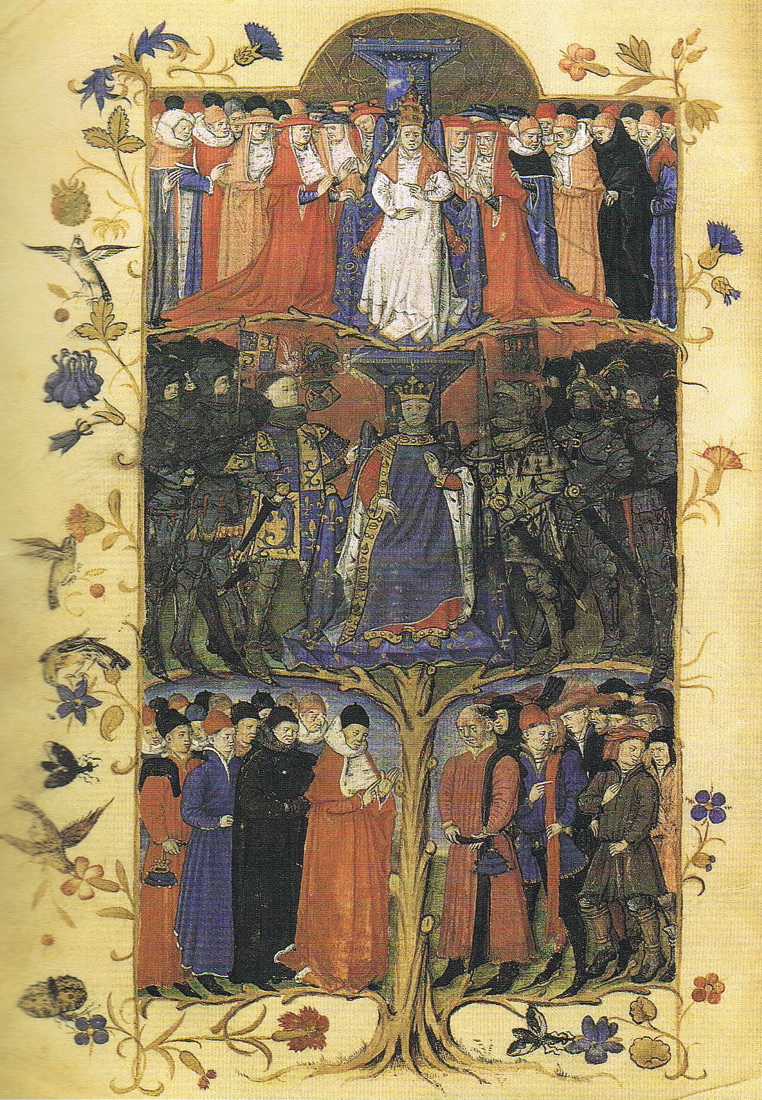
Les trois ordres dans L'arbre des batailles de Honorat Bovet. Au centre de la miniature, le roi Charles VII (roi de France) entouré du Dauphin Louis et du connétable Arthur de Richemont. Paris, BnF, Bibliothèque de l'Arsenal, ms. 2695, XVe siècle.

### Première mission en Languedoc et participation à la Praguerie
Au printemps 1439, Charles VII et son fils, le futur Louis XI, sont au Puy, où l'assemblée de la province leur octroie 100 000 livres et leur demande de les débarrasser des Écorcheurs. Charles VII, prétendant avoir des affaires urgentes à régler au nord, confie cette tâche à son fils, qu'il nomme lieutenant-général en Languedoc. Si le roi ne lui accorde ni argent ni hommes, il lui permet néanmoins de choisir lui-même ses conseillers. C'est ainsi que Jean de Pardiac, son gouverneur, préside le Conseil.
Usant de diplomatie, le dauphin Louis obtient des États généraux et des nobles l'argent nécessaire pour négocier le départ des Écorcheurs. À l'annonce de ses succès, dès juillet 1439, le roi le rappelle à la Cour, où aucune tâche ne lui est confiée. En décembre de la même année, il est nommé en Poitou, cette fois sans vrai pouvoir de décision. En février 1440, après une entrevue avec Jean II d'Alençon, il rejoint la Praguerie, révolte de grands seigneurs mécontents, comprenant Jean II d'Alençon, Jean Ier de Bourbon, Jean de Dunois, le maréchal de La Fayette ou encore Georges de la Trémoille. Les frondeurs voient vite leur exigence comblée, à l'exception du Dauphin, qui doit offrir sa soumission à Cusset, mais obtient néanmoins le gouvernement partiel du Dauphiné et d'autres garanties.

### Succès militaires et expulsion des Écorcheurs

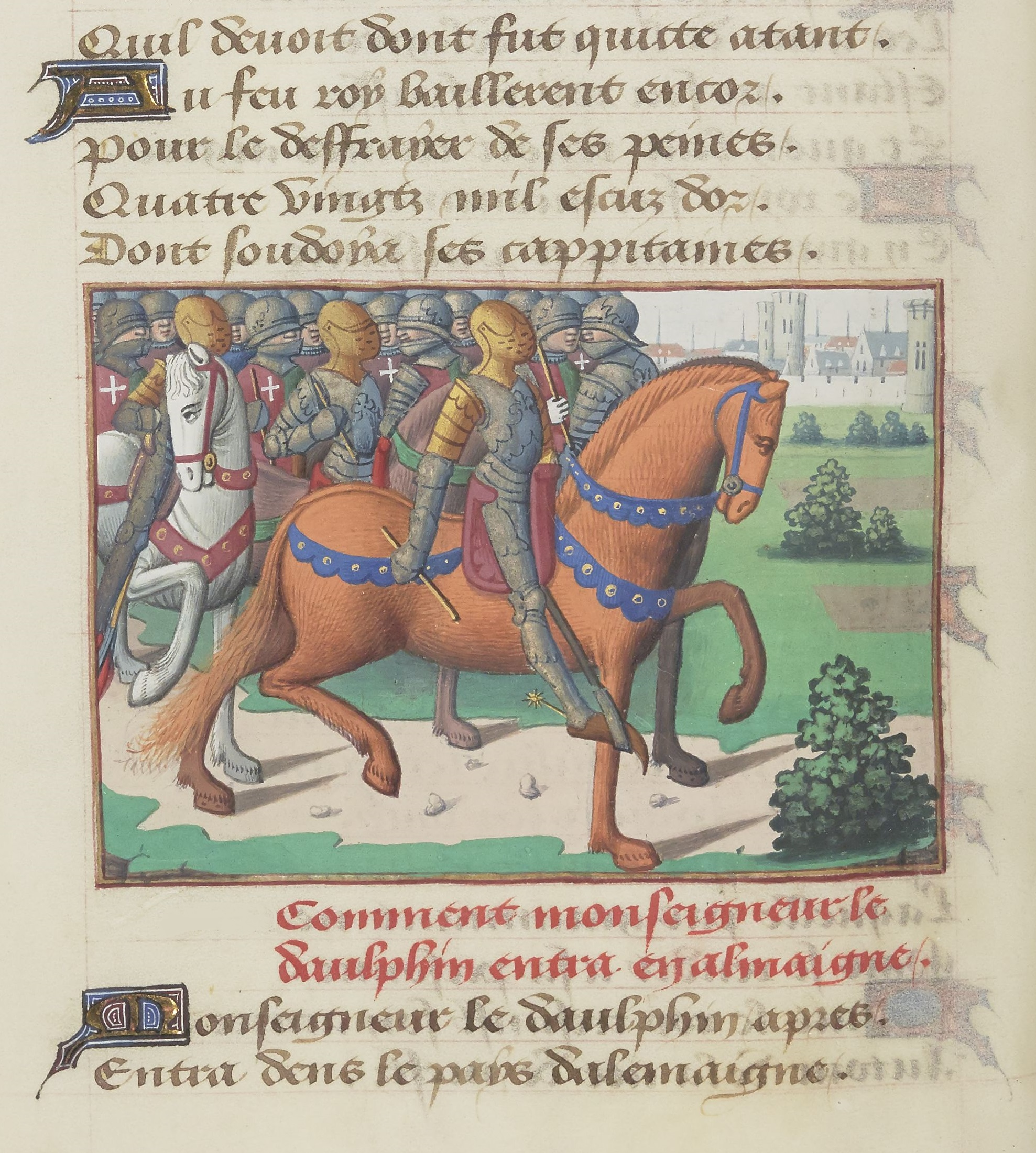
Le dauphin Louis et son armée d'écorcheurs entrent en Allemagne pour combattre les Suisses (août 1444). Enluminure du manuscrit de Martial d'Auvergne, Les Vigiles de Charles VII, BnF, département des manuscrits, ms. Français 5054,, vers 1484.

En 1441, il participe au siège de Pontoise du 5 juin au 19 septembre. Cette ville est alors considérée comme étant la porte de la Normandie. Début 1443, il secourt Dieppe, ville assiégée par les Anglais de Talbot. Après avoir rendu grâce à la Vierge pour sa victoire, il fait montre de générosité envers les combattants et ceux qui ont secouru les blessés. Immédiatement après, à la tête de nombreux soldats et assisté de bons capitaines, dont Antoine de Chabannes, il fait campagne contre Jean IV d'Armagnac, grand vassal insoumis. Il obtient peu après sa capitulation à Rodez et la soumission à l'Isle-Jourdain du comte d'Armagnac. Il l'emprisonne à Carcassonne tandis qu'il s'adjoint ses meilleurs capitaines : Jean de Salazar et Jean, le jeune Bâtard d'Armagnac.
En avril 1444, le futur Louis XI rejoint la cour à Tours. La perspective du mariage entre Henri VI d'Angleterre et Marguerite d'Anjou, fille du Roi René, fait espérer une trêve. Le problème est alors de trouver une occupation aux Écorcheurs. Comme l'empereur d'Allemagne et le duc d'Autriche ont demandé des troupes à la France pour combattre les Suisses, le Dauphin est chargé d'employer ces hommes à cette tâche. Il réunit, le 28 juillet 1444, 17 000 écorcheurs à Langres.
En août 1444, le Dauphin Louis conduit une armée d'Écorcheurs hors du royaume pour affronter les Suisses, à la demande du duc Sigismond d'Autriche, allié du roi. Son armée traverse la Bourgogne et la haute Alsace sans autorisation, et les Écorcheurs pillent, violent et crucifient les populations civiles traversées. Le 19 août, ils arrivèrent à Montbéliard. Entre-temps, les Suisses posaient le siège devant Zurich et Farnsburg. Le Dauphin fixa avec ses capitaines l'objectif de Bâle, qui n'était à l'époque pas membre de la Confédération. C'est pour des raisons stratégiques que les Français souhaitèrent en prendre le contrôle, la ville constituant une voie d'accès vers le Rhin, cela pour faciliter les affaires des marchands dauphinois. Cependant la ville ne fut pas conquise.
Le 26 août 1444, il remporte la victoire de Pratteln (Bataille de la Birse) ; à la suite de cette bataille, le futur Louis XI put mesurer la valeur des Suisses ainsi que l'innovation de leur technique militaire, à laquelle il vouera une franche admiration. Les Confédérés vaincus par le Dauphin levèrent le siège de Zurich, ce qui était l'objectif de Frédéric III. Après la bataille, Louis se dirigea vers Bâle où se tint un concile autour de l’antipape Félix V. Louis est nommé gonfalonier, c’est-à-dire protecteur de l’Église, par le pape Eugène IV. Fin août, le Dauphin se rendit compte qu'il attirait les foudres de tous les belligérants. Bâle se rapprocha de la Confédération, tandis que le roi des Romains souhaitait que le dauphin se retire d'Allemagne au plus vite suite aux horribles crimes perpétrés par les Écorcheurs. Frédéric III n'avait plus besoin des Français et voulait négocier avec les Helvètes. Or, ce n'était pas l'objectif des Valois ; le 2 septembre 1444, Louis mettait à jour les ambitions du royaume de France dans la région du Rhin face aux ambassadeurs de Frédéric III, ambitions partagées par Charles VII.
Pour Louis et son père, il fallait recouvrer certaines terres autrefois soumises au royaume de France. Le 5 septembre, il s'établit à Ensisheim, d’où il ouvrit des négociations avec les Suisses. Le Dauphin avait compris qu'une alliance avec la Confédération helvétique serait d'un plus grand profit que celle avec les Habsbourg. Le 13 septembre, il devança Frédéric III en négociant une trêve avec Bâle, Berne et Soleure et en même temps il réprima les villes de Haute-Alsace qui avaient soutenu la rébellion contre les Habsbourg. Il occupa et contrôla peu à peu la Haute-Alsace, ce qui inquiéta beaucoup l'empereur.
Le 7 octobre 1444, alors qu'il assiégeait Dambach, il fut blessé par une flèche au genou et regagna Ensisheim. C'est là qu'il signa le traité d’Ensisheim, conduisant à la paix, le 28 octobre 1444, pacte qui avait une clause de protection des échanges commerciaux. La paix ne fut même pas soumise au roi et son nom ne fut pas cité. Le Dauphin se proposait de jouer le médiateur entre Suisses et Habsbourg tout en étant allié avec les Cantons. Interloqué par la situation, Charles VII rappela son fils à Nancy en février 1445. Le roi avait imposé la paix à la ville de Metz et lui avait soutiré 80 000 florins. Les Écorcheurs restèrent en majorité en Alsace, l'objectif de débarrasser la France de ces soudards fut un succès, néanmoins les conséquences politiques furent grandes et les exactions des Français indignèrent tout le Saint-Empire romain germanique. Pour ne pas risquer une guerre à l'est, Charles VII abandonna les citadelles prises par Louis et rappela ses troupes fin février-début mars 1445. Sur le chemin du retour, quelques bandes d'écorcheurs isolées furent massacrées par des paysans alsaciens excédés par leurs crimes. La campagne raviva les tensions entre Charles VII et le duc de Bourgogne Philippe le Bon, la violation de son territoire fut inacceptable. Pour éviter une nouvelle alliance anglo-bourguignonne, le roi négocia en mai-juin 1445 à Chalon-sur-Marne. Le roi exigea que son fils signât à son tour le Traité d'Arras de 1435. En récompense de ses victoires, il fut nommé protecteur du Comtat Venaissin le 26 mai 1445 par le pape.
Parallèlement, Louis consacre ses importants revenus à se constituer une clientèle. Depuis 1437, en effet, il reçoit une pension royale de 21 000 livres. Il faut y ajouter les subsides et primes, accordés par les États qu’il débarrassait des routiers. Cependant, il restait insatisfait de sa situation. Il était frustré de n’avoir retiré que le Dauphiné de la Praguerie.

### Maître du Dauphiné

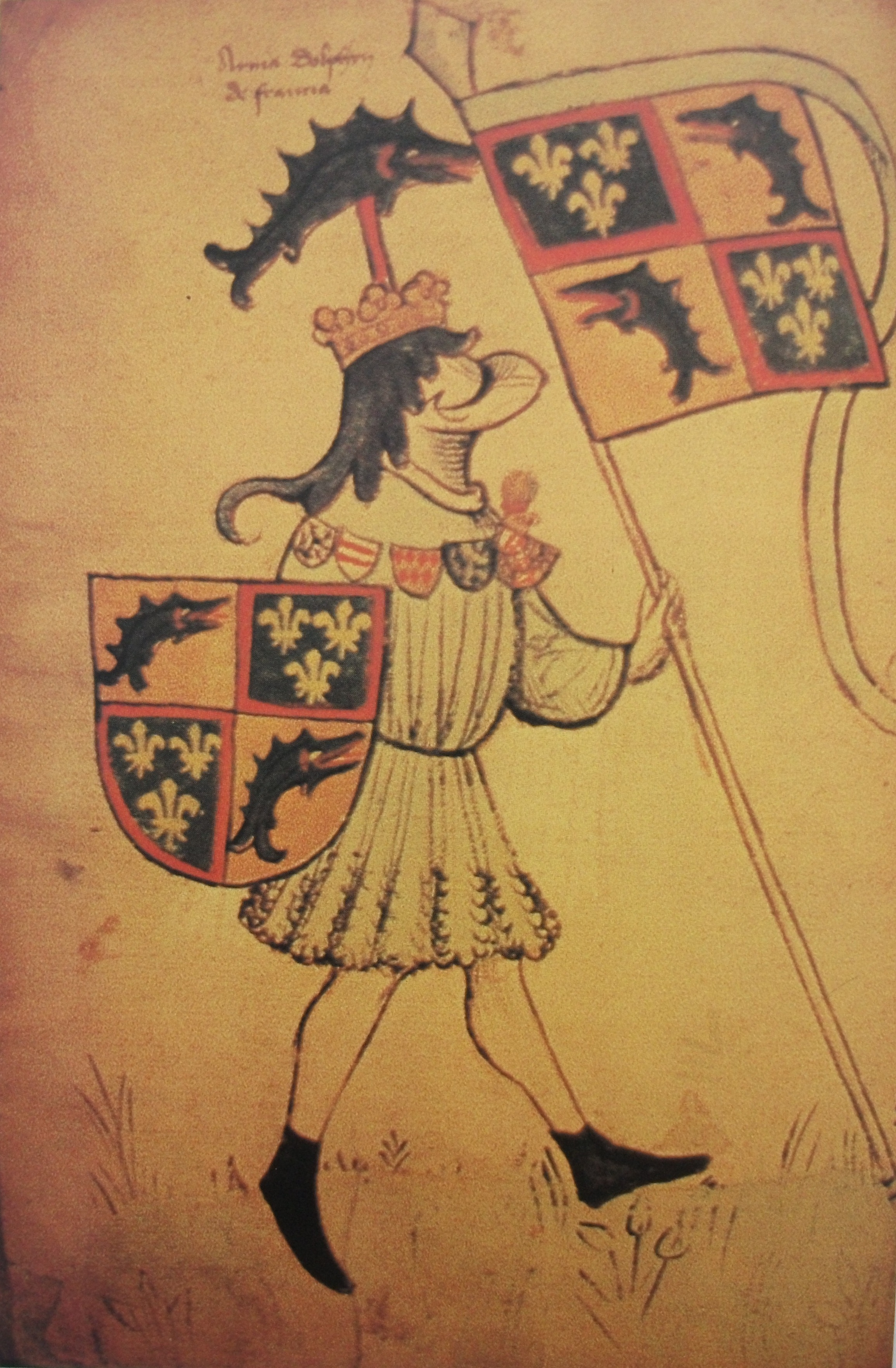
Représentation héraldique du dauphin Louis, futur, armorial Hyghalmen, vers 1450.

En mai 1445, Charles VII fonda une armée permanente avec les compagnies d'ordonnance,. Le roi fit depuis les années 1440 beaucoup de réformes afin de moderniser les finances, la justice et l'armée, réformes auxquelles le dauphin participa,. Le roi fit libérer Jean IV d'Armagnac qui avait été enfermé à Carcassonne avec sa famille depuis le début de l'année 1444. À la déception de Louis, et en tant que membre du conseil royal, le roi confia le commandement des compagnies d'ordonnance à René d'Anjou, qui était trop précieux aux yeux de Charles VII car ses territoires coupaient les possessions bourguignonnes en deux, et puis aussi car Charles VII se méfiait beaucoup du Dauphin. Le 16 août 1445, le Dauphin perdit son épouse morte à 20 ans. Sans véritable charge, le Dauphin devait se divertir en assistant aux intrigues de la cour. Parmi les courtisans du roi, deux attirèrent son courroux : Agnès Sorel, la favorite du roi et Pierre de Brézé. N'obtenant rien de son père, Louis se tourna vers Agnès Sorel à laquelle il offrit six tapisseries représentant l'histoire de la chaste Suzanne saisies chez le comte d'Armagnac et offrit à Pierre de Brézé quelque 25 fûts de vin du Rhin. Mais les deux ne donnèrent pas suite, seul Jacques Cœur eut de bonnes relations avec Louis, du fait de l'intérêt pour Louis des affaires commerciales. Tout était refusé au Dauphin, il prévoyait de faire une campagne en Italie pour établir la souveraineté du royaume sur la république de Gênes. Cela fut écarté, et il demanda un commandement en Languedoc, tout comme une action avec la Savoie, ce qui fut encore refusé. Louis, frustré par la désillusion, s'associa à Charles IV du Maine pour déstabiliser le pouvoir de son père. Charles du Maine se sentait lésé par Pierre de Brézé et comme Louis voulait son renvoi du conseil. En septembre, les manigances de Louis vinrent aux oreilles d'Antoine de Chabanne qui en informa le roi, Louis fut trahi par ses soutiens. Le Dauphin n'ayant rien à perdre fit exploser sa colère, il insulta Agnès Sorel puis fit couper les queues des chevaux du roi. En décembre 1446, ayant conspiré contre Agnès Sorel et Pierre II de Brézé, il est chassé de la cour et se réfugie dans son gouvernement, en Dauphiné, d'abord à Romans-sur-Isère, puis à Grenoble, où il fait son entrée le 12 août 1447. Les manigances auront porté leurs fruits puisqu'il a désormais un commandement. Son éloignement de la cour ne devait pas s'éterniser et devait durer seulement quelques mois, après quoi il pourrait retourner à la cour. Le roi en congédiant son fils ne le reverra plus jamais,.
Depuis 1349, le Dauphiné était la possession des héritiers de la couronne de France dotés du titre de comte dauphin. Cependant le dauphin Louis est le premier à réellement s'occuper des affaires du Dauphiné qui depuis Philippe VI de Valois avait été gouverné par le roi.
C'est probablement à cette époque qu'il rencontre un jeune noble dauphinois, Imbert de Batarnay, qu'il attache à son service et dont il fera, parvenu sur le trône, l'un de ses chambellans et conseillers les plus écoutés. Installé à Grenoble, place Saint-André, dans l'hôtel de la Trésorerie spécialement aménagé, il fait son apprentissage de roi pendant neuf ans. Peu à peu, sous son administration rigoureuse, le Dauphiné devient un État bien géré, nettement distinct de la France. Il réforme la fiscalité, attire à Grenoble des artisans étrangers et des banquiers juifs maltraités par Humbert II. Et il fonde aussi en 1452 une université à Valence, confirmée par le pape Pie II en 1459.
Louis transforme en 1453 le vieux Conseil delphinal en Parlement du Dauphiné, le troisième du royaume après ceux de Paris et Toulouse, faisant passer Grenoble au statut de capitale provinciale. Louis charge même son conseiller Mathieu Thomassin d'établir les bases juridiques de sa souveraineté, par un volumineux bréviaire des anciens droits, honneurs et prérogatives du Dauphiné, intitulé Registre delphinal, achevé en 1456.
Il défend les paysans vaudois du Valpute contre l'inquisition épiscopale en Dauphiné et met fin aux persécutions ordonnées par le parlement de Grenoble et l'archevêque Jean Baile. Devenu roi, il fera restituer leurs biens aux condamnés.
Louis continue d'entretenir avec le roi son père des relations apparemment excellentes en lui écrivant des lettres pleines de respect. Malgré ce dévouement, le Dauphin poursuit une politique personnelle en nourrissant l'ambition de constituer un vaste fief sur les deux versants des Alpes. Dans ce but, il signe un traité d'assistance avec le duc Louis Ier de Savoie, et forme le projet d'épouser sa fille Charlotte de Savoie, âgée de 6 ans seulement. Il en avertit son père qui dépêche un émissaire en Savoie, afin d'exprimer au duc sa surprise et son courroux. Mais des envoyés du dauphin Louis interceptent le cavalier et, sous prétexte de lui faire escorte, ralentissent sa marche autant qu'ils le peuvent.
Enfin arrivé à destination le 8 mars 1451, l'émissaire du roi Charles VII arrive pour voir les époux vêtus de velours cramoisi franchir le seuil de la chapelle du château de Chambéry. Le 9 mars 1451, Louis épouse Charlotte de Savoie, fille du duc Louis Ier de Savoie, somptueusement dotée de 200 000 écus, dont 12 000 comptant. Néanmoins, Louis rencontrera par la suite des difficultés pour entrer en possession de toute la dot. Parallèlement au mariage, Louis et le duc de Savoie ont signé une alliance exclusive. Louis profite également des bonnes grâces du pape Nicolas V pour s’immiscer dans les élections épiscopales.

### L'hôte du duc de Bourgogne

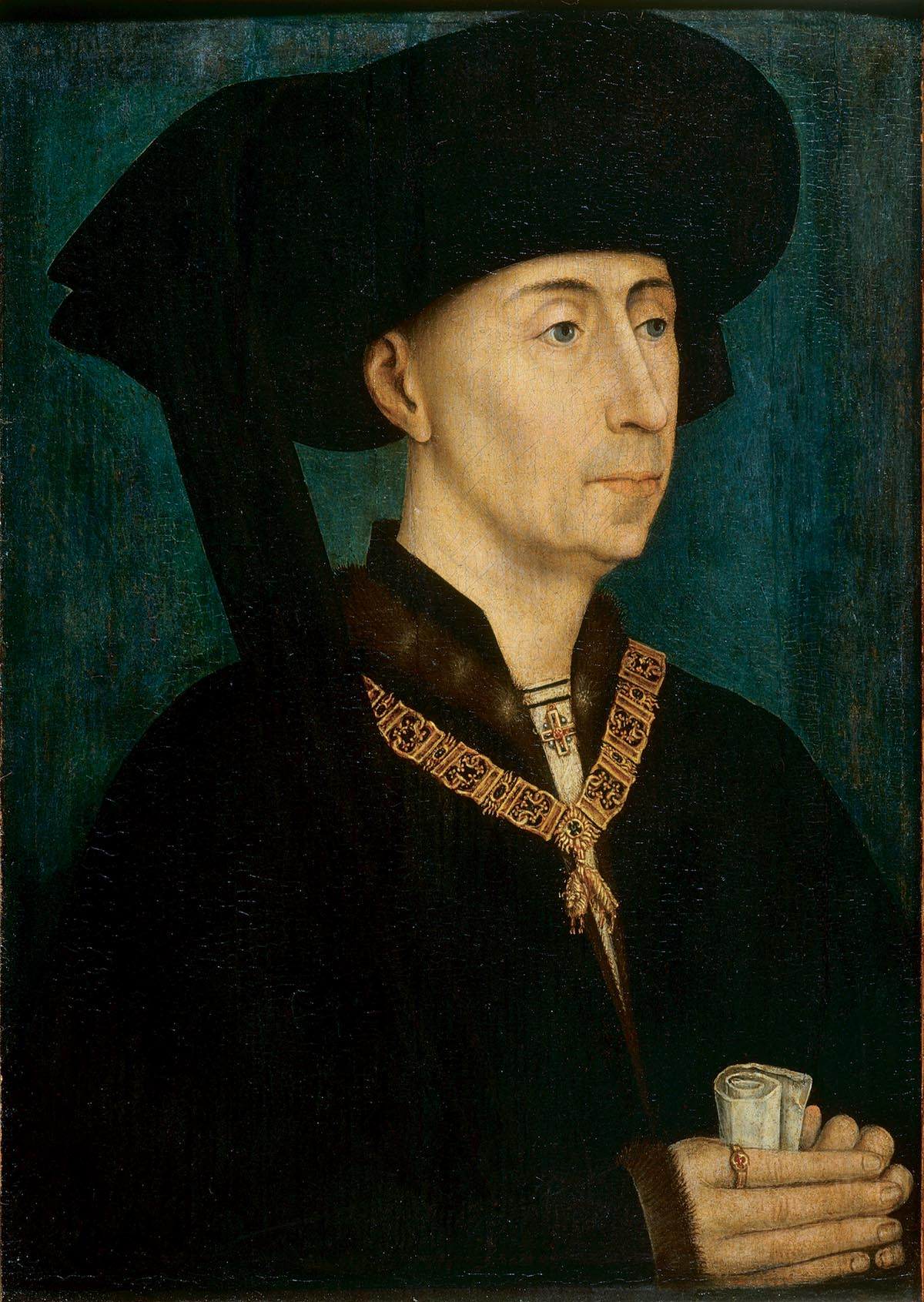
Philippe le Bon, duc de Bourgogne, d'après Rogier van der Weyden, vers 1450, musée des Beaux-Arts de Dijon.

Ses relations avec son père étaient tissées de double jeu et d’intrigues. Son père, Charles VII, furieux de ses agissements, leva une armée pour marcher contre le Dauphiné et la Savoie. Apprenant la nouvelle à Grenoble, Louis parvint cependant à négocier une trêve. Cela ne l’empêcha pas de mener une campagne de libelles contre son père, l’accusant de mœurs dissolues. Par prudence, il envoya plusieurs ambassades auprès du roi pour se justifier. Charles VII ne s'en laissa pas conter et envoya Antoine de Chabannes à la tête d'une armée pour lui arracher le Dauphiné. Le 30 août 1456, Louis s'enfuit en Franche-Comté, puis à Louvain (duché de Brabant), en territoire bourguignon. Il y fut bien reçu et, en octobre, le duc de Bourgogne, Philippe le Bon lui rendit hommage et lui alloua le petit château de Genappe, à 20 km de Bruxelles, comme résidence, ainsi qu'une pension annuelle de 36 000, puis 48 000 livres.
Commentaire cinglant et prémonitoire de Charles VII : « Mon cousin de Bourgogne a donné asile à un renard qui, un jour, lui dévorera ses poules ». Louis coûta cher à la Bourgogne, qui n'avait pas une fiscalité permanente, jusqu'à la mort de son père, qu'il apprendra le 25 juillet 1461. Il quitte alors Genappe pour aller prendre possession de son royaume.

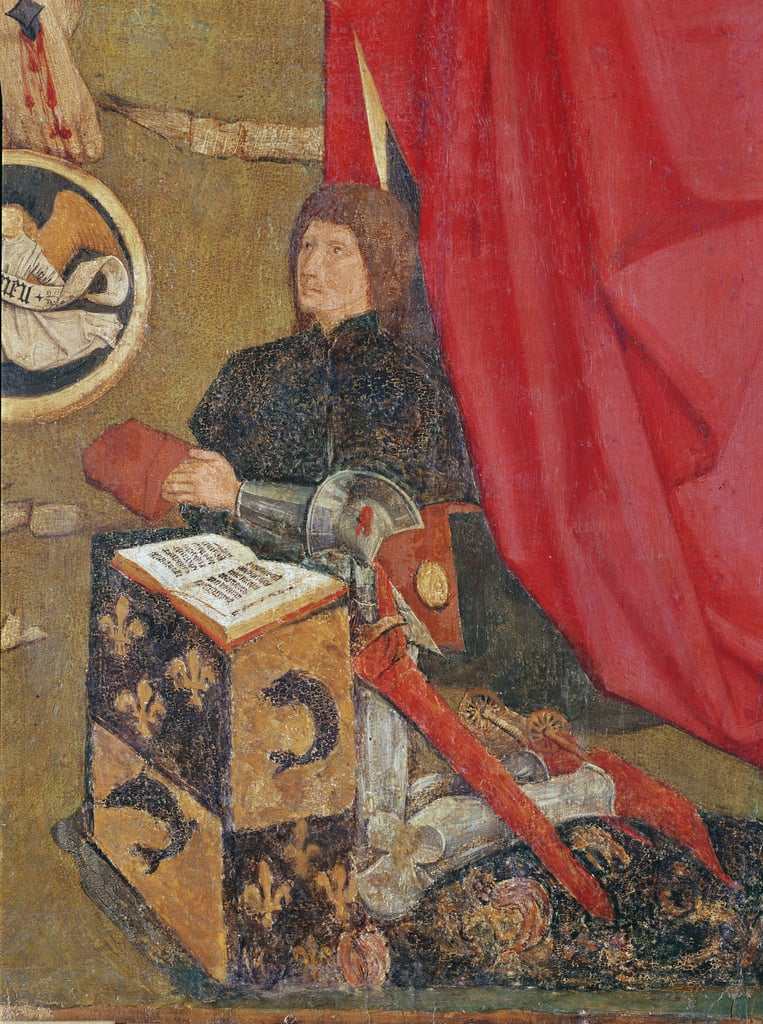
Représentation du dauphin Louis dans La Crucifixion du Parlement de Toulouse, années 1460, Toulouse, musée des Augustins.

Son épouse, Marguerite, était morte le 16 août 1445 à Châlons-en-Champagne, sans lui laisser d'enfant vivant. Le 18 octobre 1458 son premier fils Louis naquit de Charlotte de Savoie, à Genappe en Brabant; il mourut en 1460, à l'âge de deux ans. Le 15 juillet 1459, toujours au château de Genappe, naît un second fils, Joachim, mort quatre mois plus tard, le 29 novembre (il est enseveli dans la basilique Saint-Martin de Hal). En 1460, c'est au tour d’une fille, Louise, de mourir en bas âge. En avril 1461 naît enfin un enfant qui vivra, Anne, la future Anne de Beaujeu.

## Roi de France

### Accession au trône
Le 22 juillet 1461, Charles VII meurt à Mehun-sur-Yèvre d'une tumeur à la bouche. Louis XI affecte l’indifférence, il est absent lors des funérailles royales à Saint-Denis. Il se fait sacrer à Reims le 15 août 1461 par l'archevêque de Reims Jean II Jouvenel des Ursins. Son sacre est représenté sur le tympan des verrières de la chapelle de la Mère de Dieu de la cathédrale d'Évreux. Il entre dans Paris le 30 août 1461. Philippe le Bon se fait remarquer avec son escorte comptant pour la moitié du cortège, et comprenant une troupe en armes. Le nouveau roi ne demeure pas longtemps à Paris. Il regagne, le 7 octobre, le château d'Amboise où sa mère Marie d'Anjou réside.
Dès le 9 octobre, il s’installe à Tours, ville gagnée à sa cause, et aussi à Amboise jusqu'à ce que le château de Plessis-lèz-Tours soit bien bâti.

Tympans des verrières de la cathédrale d'Évreux
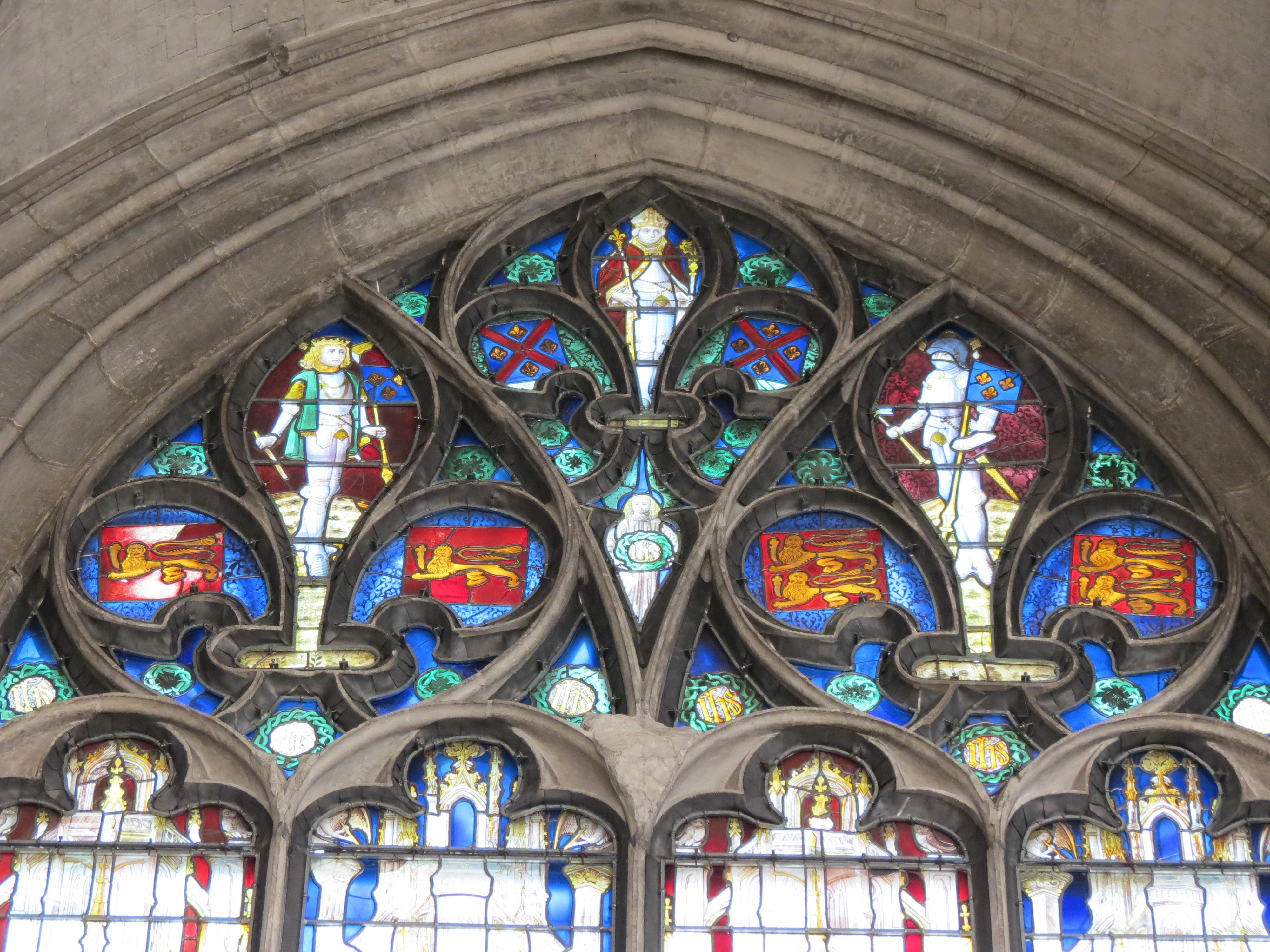
Baie 5
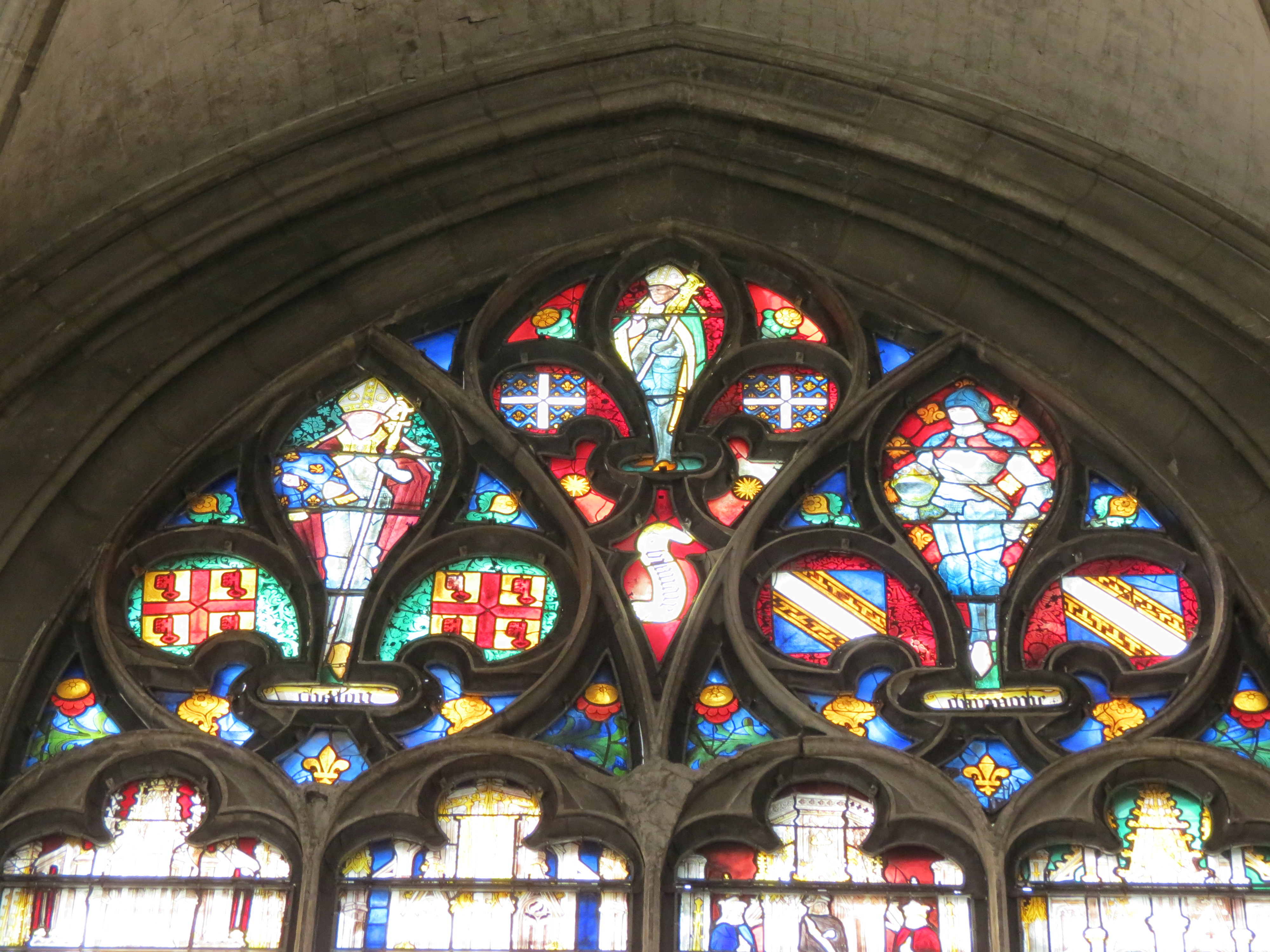
Baie 6
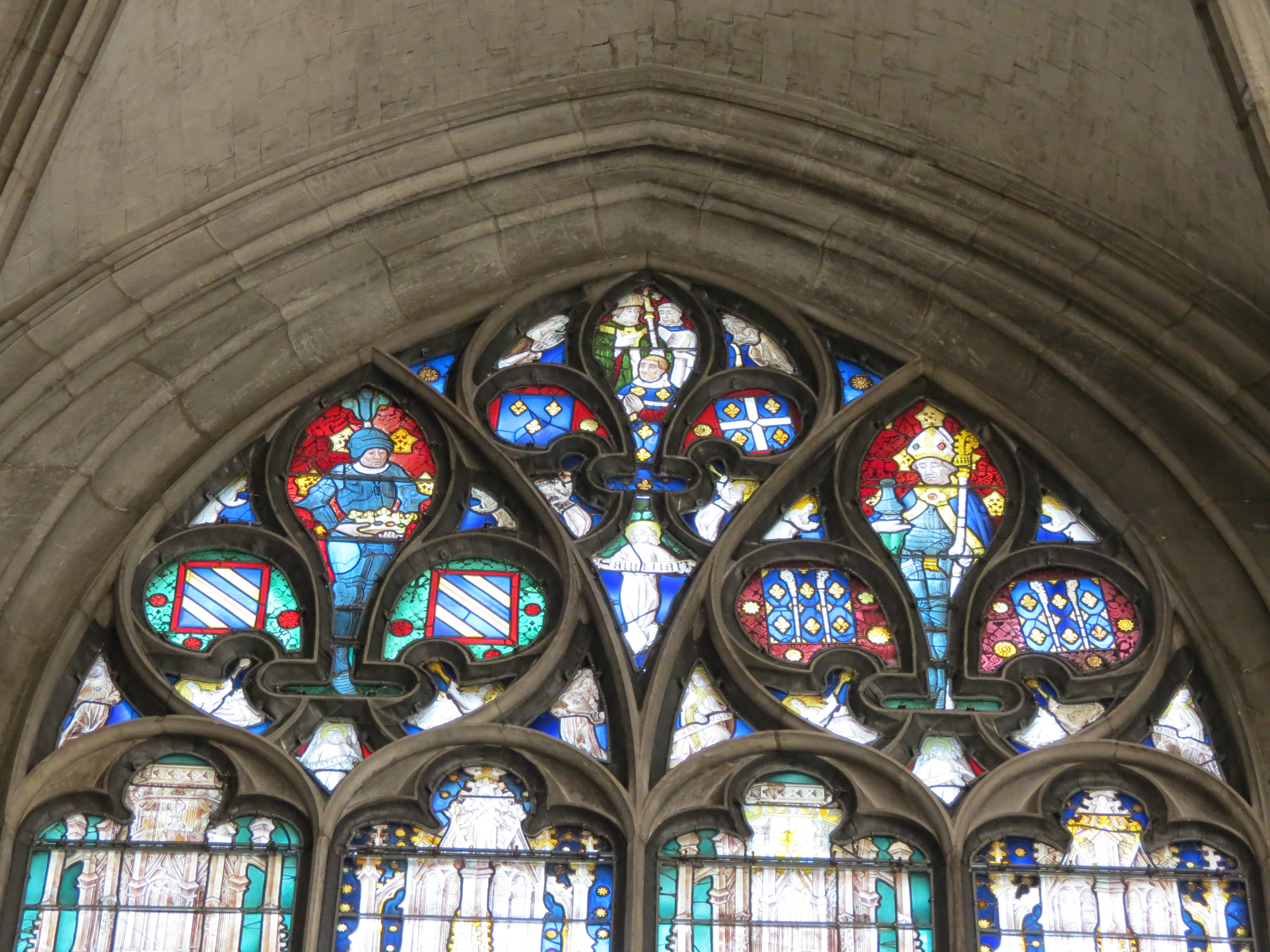
Baie 7
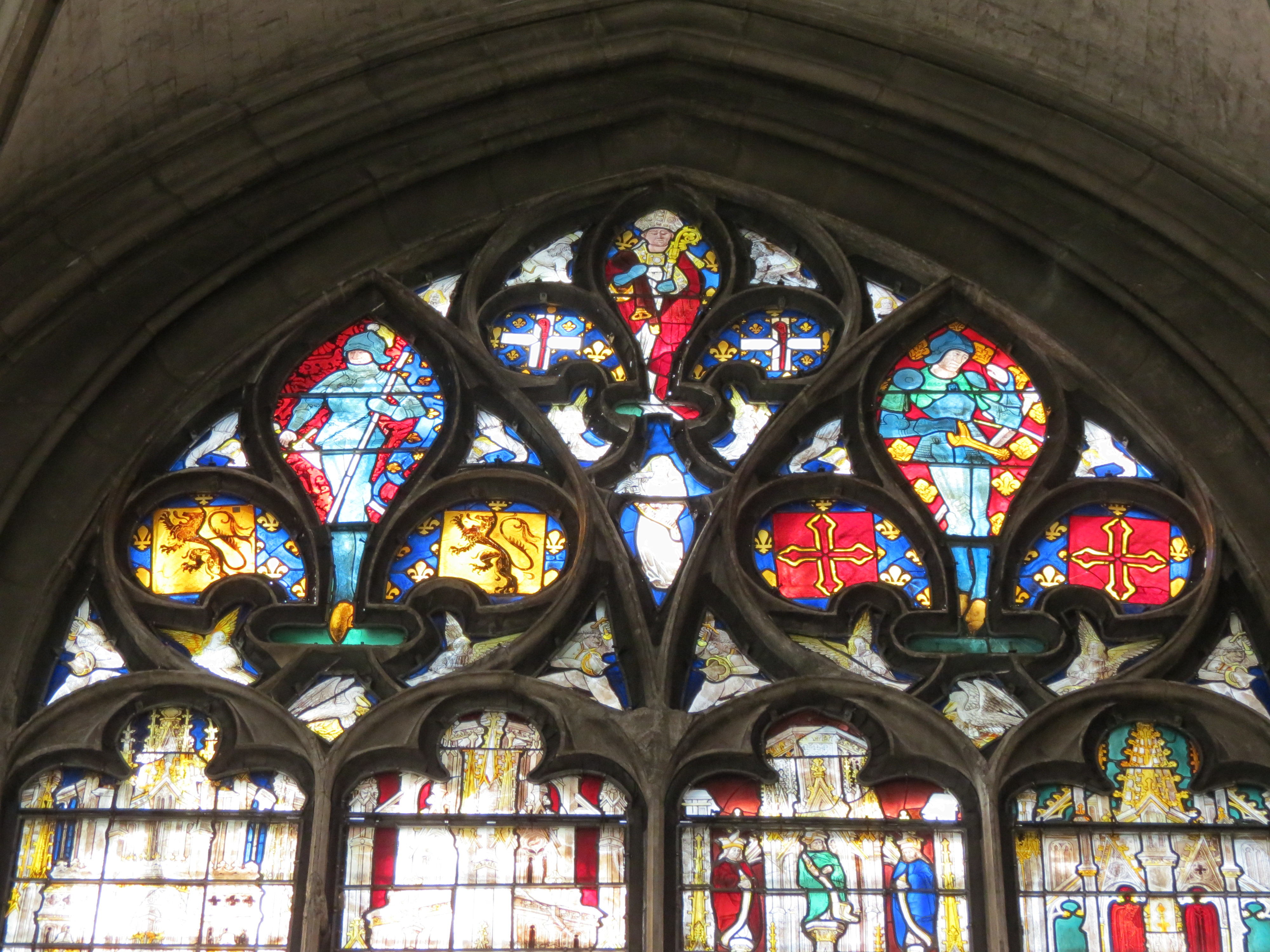
Baie 8

### La succession d'Aragon et les projets du roi

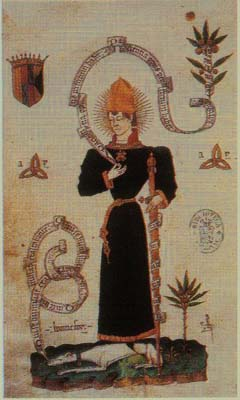
Charles d'Aragon, prince de Viane.

Sa première action de monarque fut de profiter de la crise de succession en Aragon. En effet, Alphonse le Magnanime était mort en 1458. Jean II, frère du défunt, disputait la couronne à son fils Charles de Viane. Celui-ci fut retrouvé mort en septembre 1461, ce qui déclencha une guerre civile entre Jean II et les villes, en particulier Barcelone. Louis XI tenta de s’allier aux États de Catalogne.
Devant leur refus poli, Louis XI se tourne vers Jean II, lequel lui cède les revenus des comtés de Roussillon et de Cerdagne en échange de son aide. Louis XI en prend tout bonnement possession.
En 1462, en cherchant une alliance, Louis XI marie sa sœur Madeleine de France à Gaston de Foix, fils aîné de Gaston IV de Foix-Béarn. Aussi le Béarn reste-t-il indépendant, jusqu'à ce que Louis XIII ordonne son annexion au royaume.
Il intervint également dans la querelle dynastique savoyarde. Avant que Nicolas Machiavel n'écrive Le Prince, il savait que le souverain devait se présenter au peuple afin de régner mieux. Ainsi, Louis étant à Saint-Jean-de-Luz s'en alla jusqu'à Toulouse dévastée par un grand incendie (à partir du 7 mai 1463). Il y arriva le 26 mai et y demeura trois semaines pour soutenir la reconstruction de la ville,. « Le roi sur les routes » (selon l'expression de Jacques Heers) devint désormais une de ses manières politiques de prédilection.
En décembre 1463, Louis XI ordonne la création de l'université de Bourges, sa ville natale. Le pape Paul II l'autorisa le 12 décembre 1464. Si les lettres patentes avaient été expédiées de Montils-lèz-Tours le 6 décembre 1469, l'université dut subir des empêchements d'autres universités, avant son inauguration.
Un mois après la naissance de sa fille Jeanne en 1464, il apprend que l’enfant est boiteuse (elle fut d’une laideur proverbiale, petite, contrefaite, malingre) et décide sur le champ de la marier à son lointain cousin Louis d’Orléans, fils du poète Charles d’Orléans, dans le but avoué que le mariage restât stérile et que s’éteignît une branche capétienne rivale de la sienne. Quand Louis d'Orléans deviendra roi sous le nom de Louis XII, il obtiendra l’annulation de son mariage avec Jeanne. Jeanne reçoit alors, en compensation, le titre de duchesse de Berry et elle fonde, à Bourges, l'ordre monastique de l'Annonciade. Jeanne fut finalement canonisée.

### La ligue du Bien public

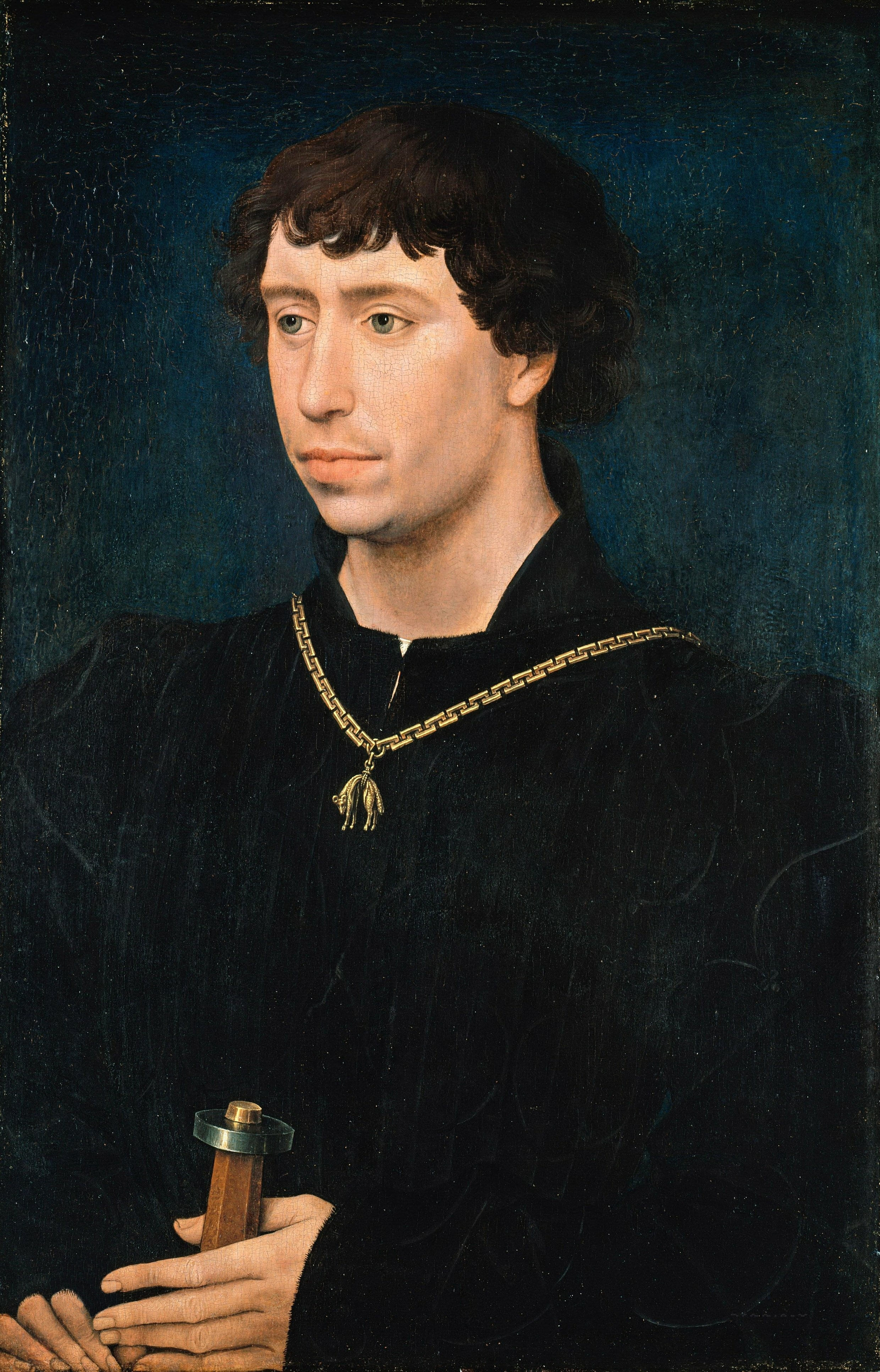
Charles le Téméraire, portrait par Rogier van der Weyden, XVe siècle.

À l'intérieur se forme, en mars 1465, la ligue du Bien public. Très comparable à la Praguerie, elle a à sa tête Charles de Charolais (Charles le Téméraire), fils de Philippe le Bon, qui, au fond, souhaitait que se pérennise la rupture du lien de vassalité du duc de Bourgogne au roi de France.
Le déclenchement de cette révolte des grands féodaux est dû à un incident avec les Bourguignons. En 1463, Louis XI décide de racheter les villes de la Somme cédées au duc de Bourgogne, alors premier pair de France et prince le plus puissant du Saint-Empire. Cette cession, décidée au traité d'Arras de 1435, devait compenser l’assassinat de Jean sans Peur à Montereau le 10 septembre 1419. La nouvelle du rachat suscite la colère de Charles de Charolais qui, dès lors, s'oppose à son père, Philippe le Bon. François II de Bretagne s’allie aux Bourguignons. Se joignirent à eux Jean II de Bourbon et Jean V d'Armagnac. Le mécontentement ne s’arrêtait pas aux grands vassaux.
La pression fiscale avait beaucoup augmenté à la suite du rachat des villes de la Somme pour 400 000 écus. Louis XI exige des prêts du clergé, force les établissements religieux à lui fournir un inventaire de leurs biens, prive l’Université et le corps des archers et arbalétriers de Paris de leurs privilèges. Il supprime la Pragmatique Sanction.

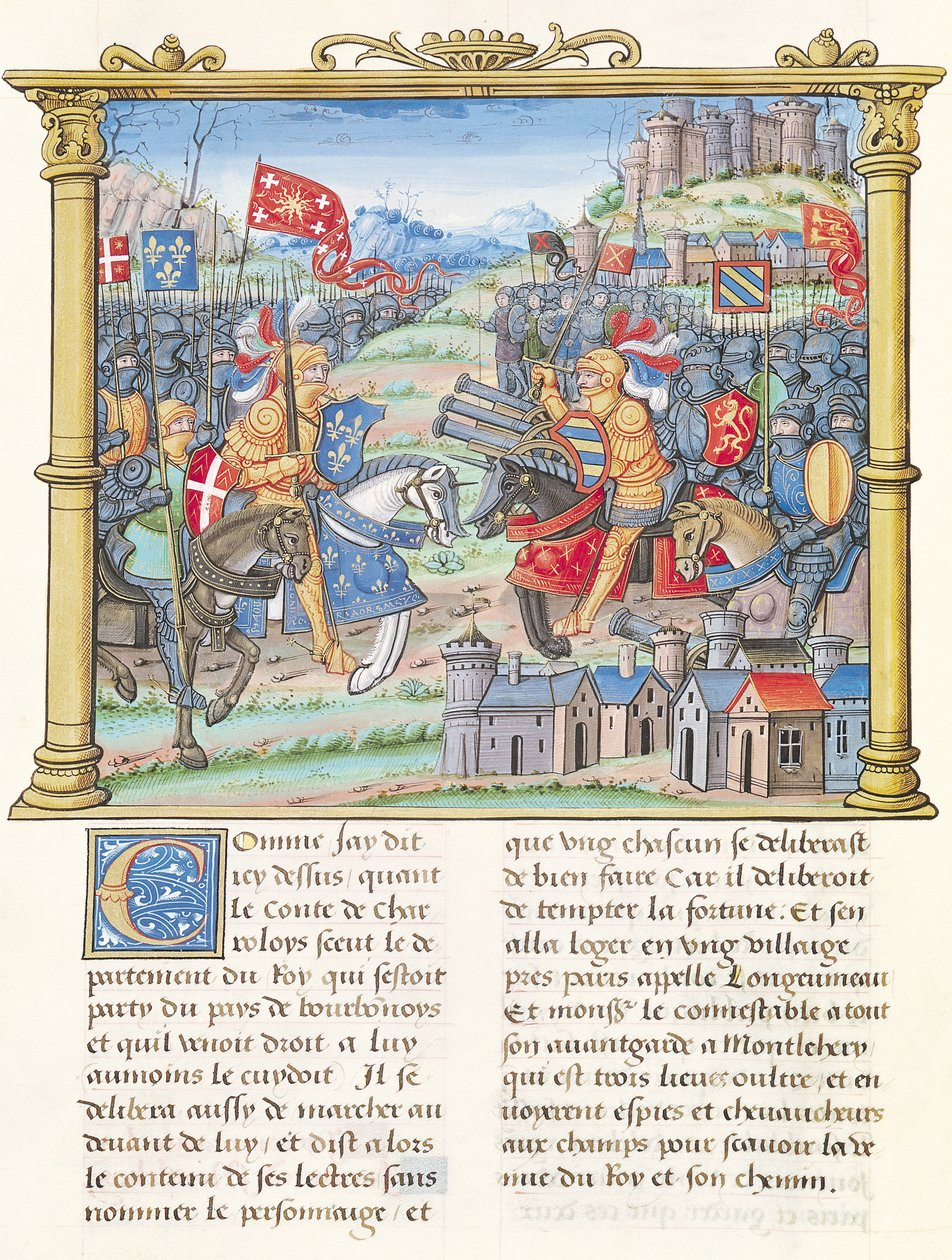
Bataille de Montlhéry, enluminure du XVIe siècle.

Contre la ligue du Bien Public, Louis XI se met personnellement à la tête d’une grande offensive. Après la chute de Moulins, les Bourbon se soumettent. Louis XI fait volte-face vers Paris, menacée par les Bretons et les Bourguignons. Il livre une grande bataille à Montlhéry, le 16 juillet 1465, pleine de confusion et de sang et sans réel vainqueur. Mais le siège de Paris est brisé, Louis XI parvenant à négocier avec les ligueurs une paix — traités de Conflans (5 octobre), Saint-Maur (29 octobre) et de Caen (23 décembre 1465) — où il ne concède rien pour réformer l’État. La Bourgogne récupère néanmoins les villes de la Somme et le comté de Boulogne ; de plus, Louis XI lâche le gouvernement de Normandie à son frère. Celui-ci ne parvient pas à prendre en main son gouvernement et doit s’exiler.
Le troisième fils du roi naît le 4 décembre 1466. Prénommé François, il meurt 4 heures plus tard.
Le 10 septembre 1468, par le traité d'Ancenis, Charles de France et François II de Bretagne firent la paix avec la couronne et rompirent, du moins officiellement, avec les Bourguignons. Mais un second traité sera nécessaire pour vaincre les velléités de François II, lors du traité de Senlis de 1475.

### Le duel avec Charlesle Téméraire

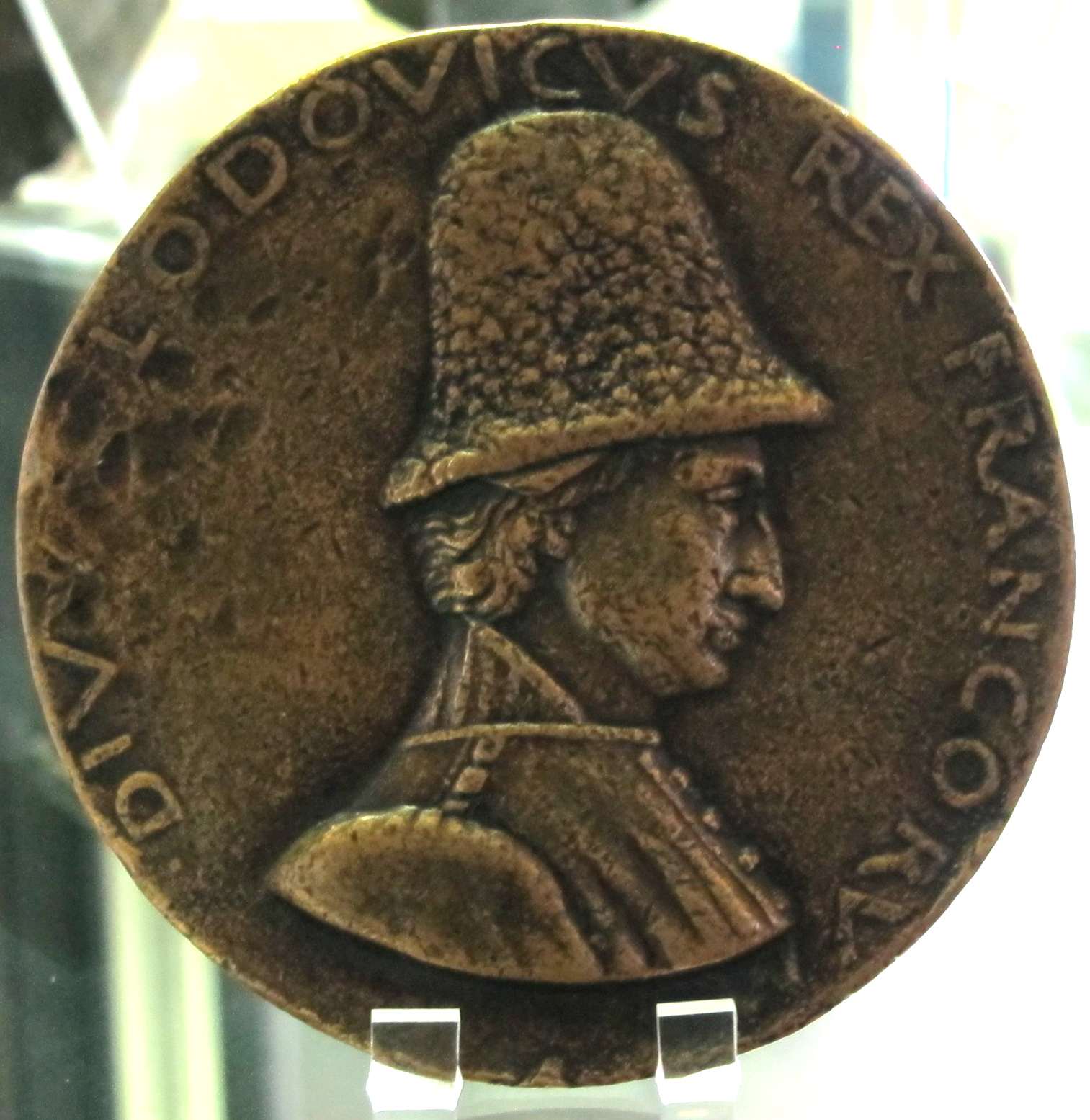
Médaille à l'effigie de, par Francesco Laurana (BnF, vers 1465, Cabinet des Médailles, Paris).

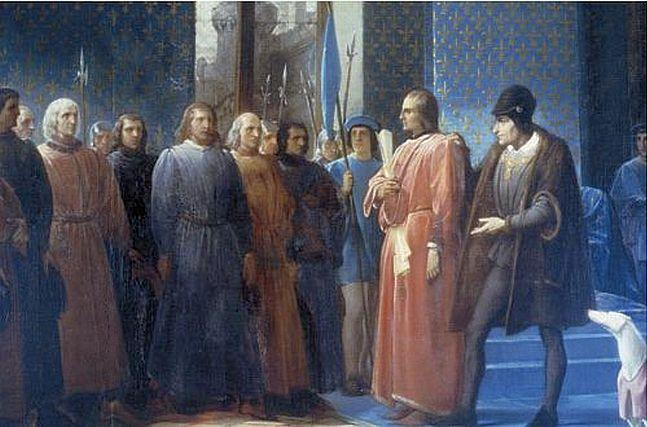
Remise de la charte aux bourgeois de la ville d'Angers par le roi de France en 1474, par Jules Dauban (1901).

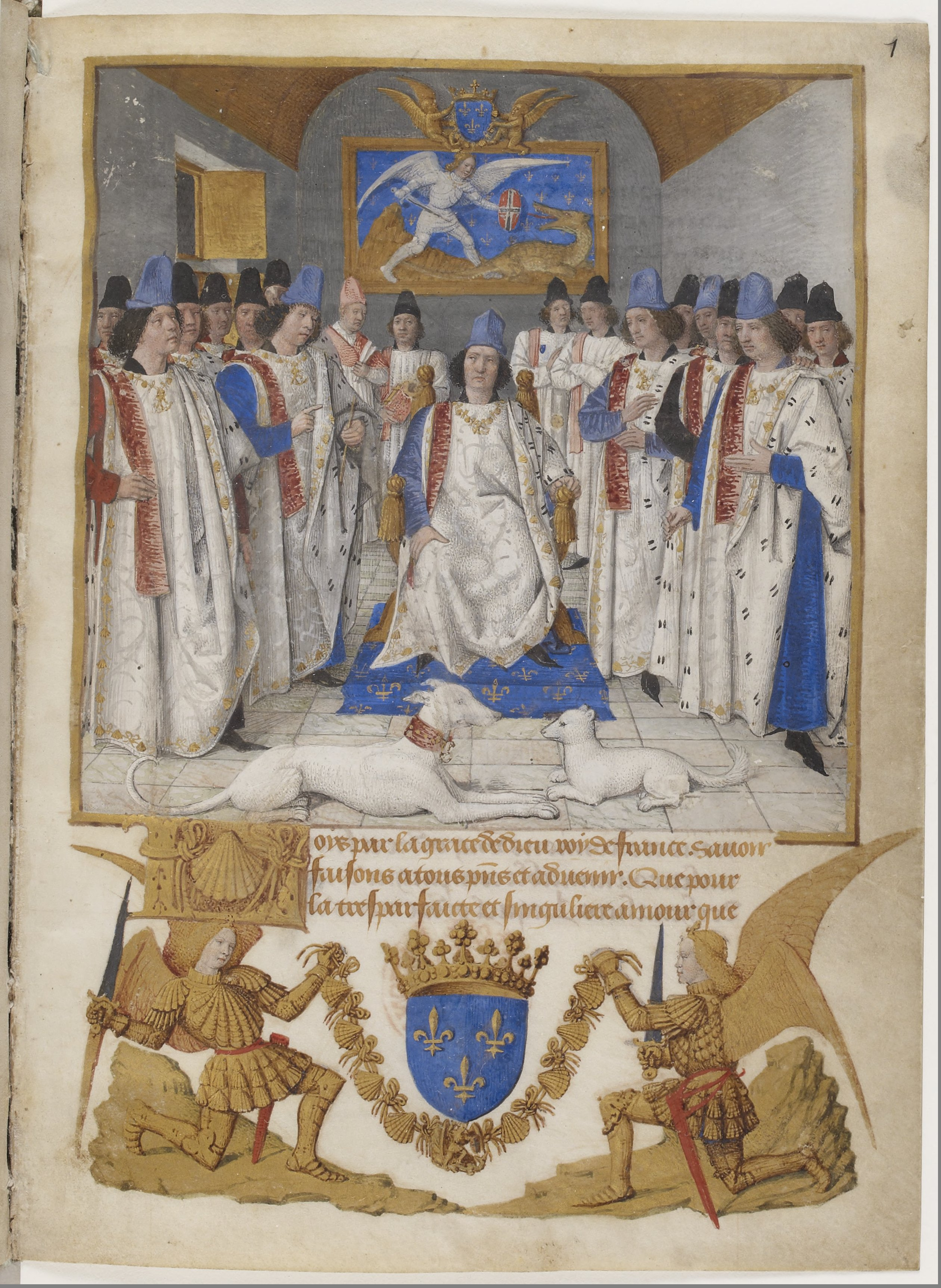
préside le chapitre de Saint-Michel, dans les Statuts de l'ordre de Saint-Michel, miniature de Jean Fouquet, 1470, Paris, BnF.

En cette même année 1468, redoutant le débarquement d'une armée anglaise qui unirait ses forces à celles des Bourguignons, et persuadé qu'il saurait manipuler à son avantage son cousin le duc de Bourgogne, Louis XI propose une négociation à celui-ci (via le cardinal de La Balue), à la suite de quoi le duc l'invita dans son château de Péronne. Louis XI s’y rend aussitôt, avec une petite escorte. Au cours des pourparlers de cette entrevue, Liège se rebella contre la tutelle bourguignonne. Il apparut rapidement que des commissaires royaux avaient encouragé les Liégeois à se révolter une nouvelle fois.
Bouillant de colère face à la duplicité royale, le Téméraire fit fermer les portes du château et de la ville : Louis XI était pris au piège, en fait en danger de mort. Secrètement averti (par Philippe de Commynes, alors chambellan du duc de Bourgogne) de la gravité du danger encouru, le roi n'eut d'autre solution que de signer un traité désavantageux selon lequel, en cas de manquement de sa part, les fiefs bourguignons de mouvance française échapperaient à sa juridiction et suzeraineté. Il dut en outre promettre de donner la Champagne et la Brie en apanage à son frère cadet Charles de France, ex-ligueur du Bien Public et allié du Téméraire. Il dut enfin accompagner le Bourguignon dans son expédition punitive contre Liège et regarder brûler, le 30 octobre 1468, la ville rebelle.
Une fois sa pleine liberté d'agir retrouvée, Louis XI refusa de s’exécuter et n’accorda à son frère Charles que la Guyenne, pays pacifié depuis peu et difficile à tenir. Il fit emprisonner son conseiller, le cardinal La Balue, en 1469, année au cours de laquelle il fonda l'ordre de Saint-Michel. En décembre 1470, le roi dénonça le traité de Péronne. En réponse, le duc de Bourgogne se déclara, en novembre 1471, affranchi de la suzeraineté du roi de France, conformément à la clause de non-respect incluse dans ce traité.
En 1470, naquit le quatrième fils du roi : Charles, futur Charles VIII, et deux ans plus tard un cinquième fils vit le jour (à Amboise, le 3 septembre 1472) ; prénommé à nouveau François, il fut titré duc de Berry, mais il mourut hélas en juillet 1473.
En juin 1472, pour répondre à une demande d'aide du duc de Bretagne, à la frontière de laquelle Louis XI vient d'envoyer des troupes, le Téméraire rompt la trêve avec la France, envahit la Picardie, massacre la population de Nesle, mais échoue devant Beauvais, vaillamment défendu par ses habitants, dont Jeanne Hachette ; il ravage alors la Normandie vainement, avant de se retirer dans ses terres, sans gain politique réel.
À la suite d'un traité d'alliance (traité de Londres, 25 juillet 1474) avec son beau-frère Charles le Téméraire qui l'avait convaincu de reprendre les hostilités contre Louis XI, le roi d’Angleterre Édouard IV débarque à Calais avec son armée (4 juillet 1475) pour la joindre à celle du duc de Bourgogne, envahir la France, et si possible détrôner son monarque.
Démontrant toute son habileté de négociateur et tacticien, Louis XI parvint à dénouer cette alliance anglo-bourguignonne, en signant lui-même avec Édouard IV, moyennant 425 000 écus, versés à celui-ci, le traité de Picquigny (le 29 août 1475) qui mettait fin à la guerre de Cent Ans et privait, à la grande colère du Téméraire, les États bourguignons de leur dernier vrai allié.

### Crise diplomatique avecSixte IV
Louis XI, souhaitant accroître son influence à Rome, demande activement au Pape Sixte IV la nomination de son cousin, l'archevêque de Lyon Charles de Bourbon, comme Cardinal. En août 1472, le Pape envoie une lettre au Roi dans laquelle il donne des assurances en ce sens, avant de se rétracter quelques mois plus tard. Lors du consistoire de mai 1473, non seulement Charles n'est pas nommé Cardinal, mais ce sont des ecclésiastiques mal vus de Louis XI, dont l'ancien légat Stefano Nardini qui reçoivent la pourpe cardinalice. Furieux, le Roi envoie une lettre insolente au Pape dans laquelle il accuse ce dernier de simonie.

### Neutralisation des autres grands féodaux
Réduire la puissance des grands vassaux fut une constante du règne de Louis XI.
En 1470, il décide de punir Jean V d'Armagnac, à cause de ses incessantes intrigues, en mettant sous séquestre le Rouergue et l'Armagnac. Jean se révoltera et trouvera la mort dans le conflit à Lectoure en 1473. Sa veuve Jeanne de Foix-Grailly, enceinte, mourut enfermée au château de Buzet peu de temps après.
En 1474, le Roi de France manœuvre contre son oncle René d'Anjou, dont il désire annexer le domaine angevin. Louis XI se rend à Angers avec son armée, sous couvert d'une visite de courtoisie. René d'Anjou, qui réside dans sa résidence de chasse de Baugé, non loin d'Angers, voit arriver son royal neveu, sans se douter qu'une fois dans la cité angevine, celui-ci demandera les clefs de la capitale de l'Anjou. La surprise est totale. Louis XI installe aussitôt une garnison dans le château d'Angers et en confie le commandement à Guillaume de Cerisay.
À 65 ans, René d'Anjou ne peut ni ne veut entamer une guerre contre son neveu, le roi de France. Il lui cède l'Anjou sans combat, et il se tourne vers la Provence dont il est le souverain et qu’il rejoint aussitôt. Louis XI nomme Guillaume de Cerisay, gouverneur de l'Anjou, ainsi que maire de la cité d'Angers. L'Anjou cessa dès lors d'être un apanage et entra définitivement dans le domaine royal.
En 1475, après le traité de Picquigny, Louis XI obtint la libération de Marguerite d'Anjou, fille de René d'Anjou et qui fut reine consort d'Angleterre, avant d'être emprisonnée après l'exécution de son mari, le roi Henri VI d'Angleterre, dans la tour de Londres en 1471. Il fallut que Louis XI paie 50 000 écus d'or pour cette libération. Le 29 janvier 1476 Marguerite regagna Rouen. Cependant, avant de rejoindre son père à Aix-en-Provence, elle dut par conséquent renoncer à ses droits sur l'héritage angevin, en faisant un testament en faveur du roi Louis XI. C'est la raison pour laquelle elle passa en Anjou ses derniers jours sans ressources, après la mort du roi René (1480).

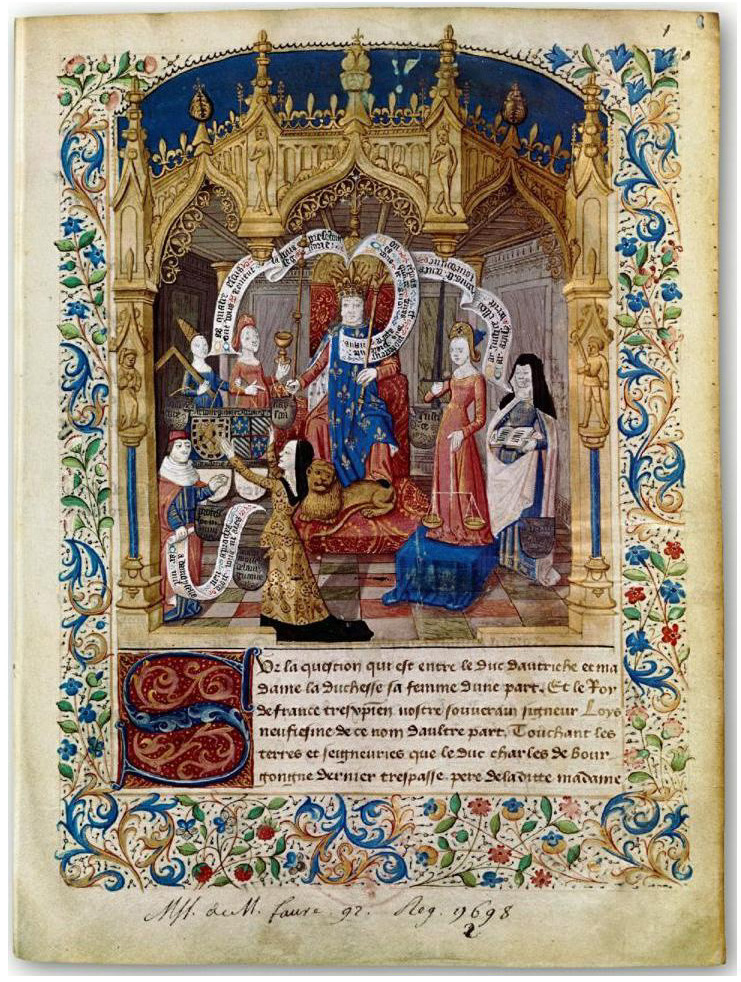
Entouré des quatre vertus (Droiture, Raison, Justice et Vérité), fait valoir ses droits sur le duché de Bourgogne, entre autres possessions du défunt duc Charles le Téméraire.
Paris, BnF, département des manuscrits, ms. Français 5079,, XVe siècle.

En 1477, quand Charles le Téméraire meurt au siège de Nancy, Louis XI tente de s’emparer de ses États, mais se heurte à Maximilien d'Autriche, qui avait épousé la fille du défunt, Marie de Bourgogne,.

### La modernisation du royaume
Soucieux d’avoir connaissance de tout ce qui se passe dans son royaume, pour pouvoir décider de tout, il dicte très fréquemment : « Je vous prye que me faictes souvent sçavoir de voz nouvelles ». En 1477, il crée le relais de poste, qui lui permettra d’être le premier informé de son royaume.
Louis XI est également le premier à avoir promu l'imprimerie dans le royaume de France. En 1469, Guillaume Fichet et Jean Heynlin, docteurs en théologie auprès de la Sorbonne, avaient obtenu l'autorisation du roi d'y établir l'atelier d'imprimerie. Dans les années 1470, plusieurs villes françaises telles que Lyon (1473) ou Albi (1475) profitaient de cette nouvelle technique, sous la protection du roi,.
En 1480, il modernisa enfin l'armée royale en remplaçant la milice des francs-archers par une infanterie permanente, organisée sur le modèle suisse, connues sous le nom de bandes françaises ou bandes de Picardie. Pour financer cette modernisation et ses nombreuses guerres, il ne cesse d'augmenter impôts et taxes, l'imposition étant multipliée par trois durant son règne.

### Le traité d'Arras et les dernières acquisitions du règne

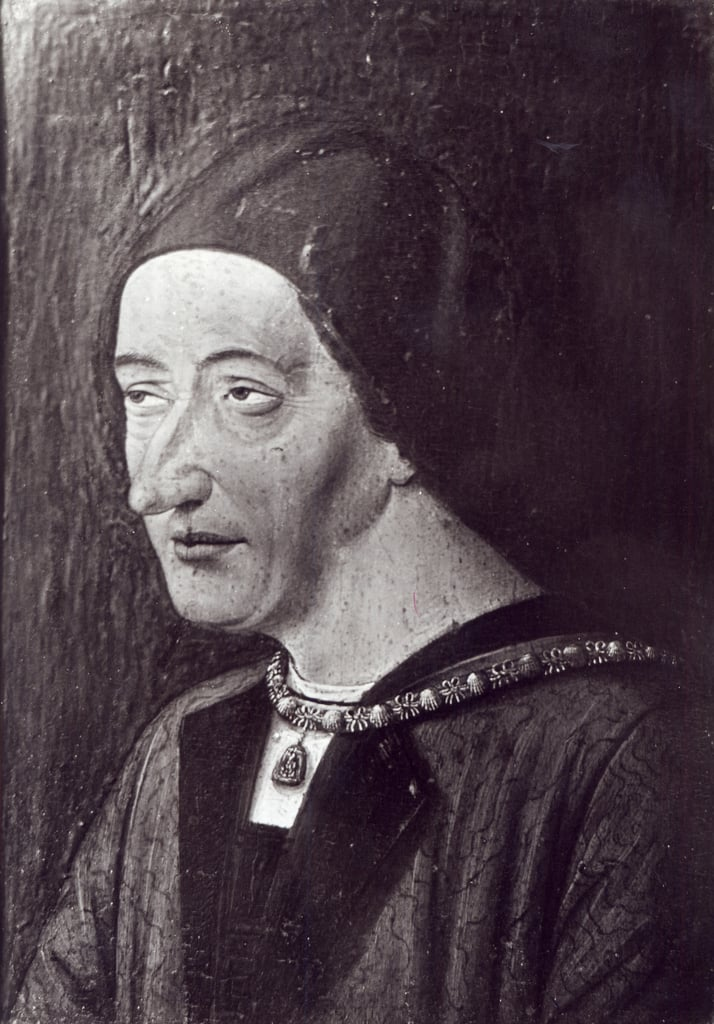
Portrait présumé de, attribué à Colin d'Amiens.

En 1482, il parvint à récupérer la Picardie et le duché de Bourgogne, par le traité d’Arras.
Le comté de Bourgogne ou Franche-Comté, l'Artois et la Flandre étaient également remises à la France au titre de la dot de Marguerite de Bourgogne (la fille de Marie de Bourgogne), qui devait devenir reine de France en épousant le futur Charles VIII ; Louis XI s'était assuré auparavant de leur possession, lors des combats qui avaient suivi la mort de Charles le Téméraire. Finalement, Charles VIII renoncera à ce mariage et restituera la plus grosse part de la dot.
Par le jeu d’héritages, dont celui de René Ier d'Anjou, il entra en possession du Maine et de la Provence. Louis récupère également la vicomté de Thouars, qu’il avait reprise à Nicolas d’Anjou en 1472, après qu’il eut rallié le Bourguignon.
Soucieux que son fils poursuive sa politique de réunions, Louis XI fit rédiger vers 1482 à son intention un traité d'éducation politique, historique et moral par son médecin Pierre Choisnet, le Rosier des guerres.
Il attribua Talmont et Berrie à Philippe de Commynes. Concernant la vicomté de Thouars, il finit par engager son attribution à Louis II de La Trémoille, mais le roi décéda avant la restitution effective de cette vicomté.

### François de Paule à la cour deLouisXI

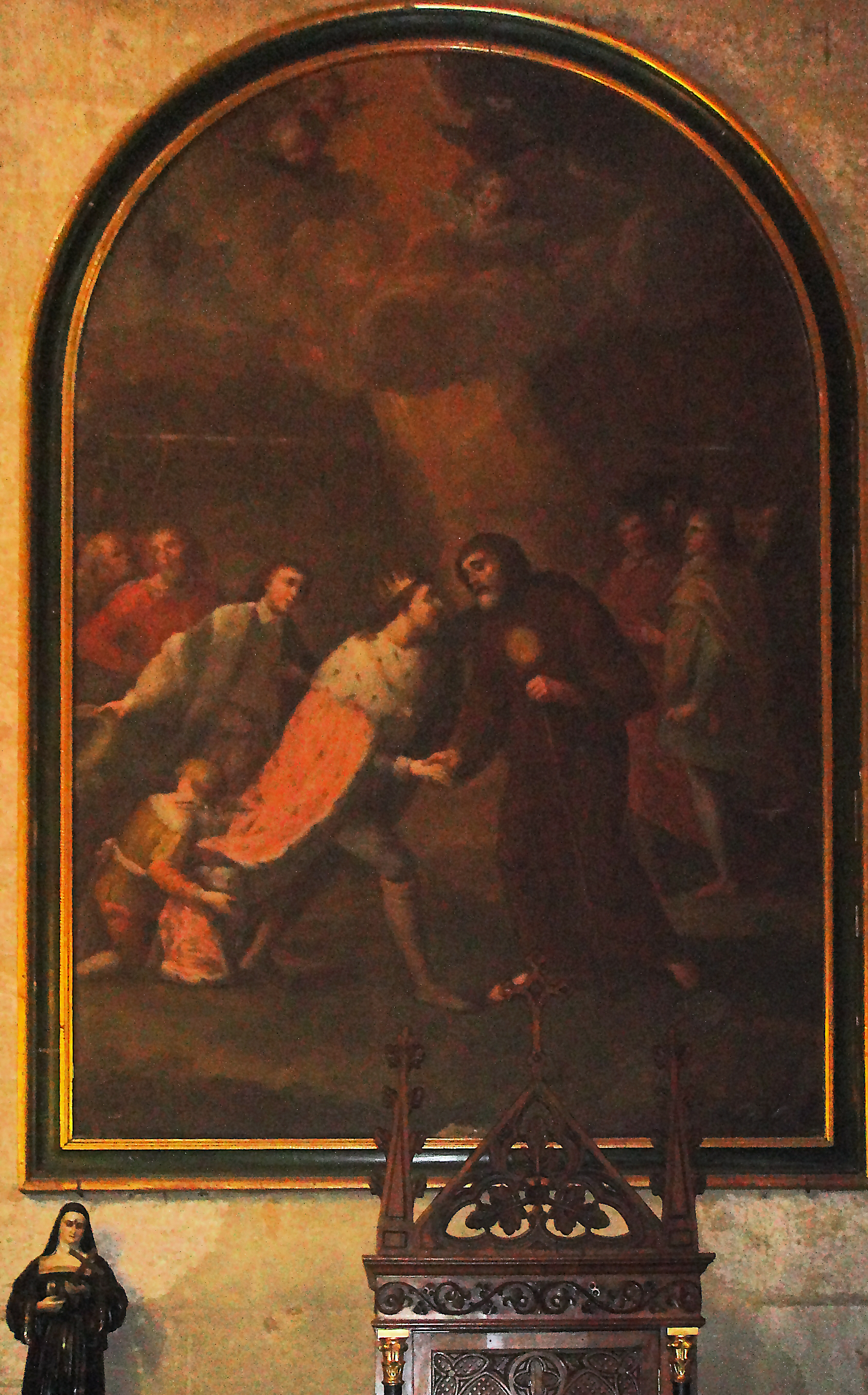
Le roi accueillant saint François de Paule (église Saint-Nicolas de Cordoue).

À partir de 1481, François de Paule vivait à la cour de Ferdinand Ier de Naples. Comme celui qu'on surnommait « le saint homme » avait la réputation d'opérer des guérisons miraculeuses, des marchands napolitains parlèrent de ses miracles à Louis XI, gravement malade depuis 1478. Le roi, espérant être guéri par ses prières, écrivit au Pape Sixte IV pour lui demander de permettre l'envoi du saint moine en France. Sixte IV adressa deux brefs à François de Paule lui ordonnant d'aller en France, et il obéit.
Arrivé à Marseille sur un navire, accueilli partout avec de grandes marques de respect et de dévotion, François de Paule remonte le Rhône en bateau. La ville de Lyon l'accueille le 24 avril avec honneur, le roi ayant ordonné à la ville, par lettre du 27 mars 1483, de fêter son arrivée en grande pompe, comme si elle recevait la visite du Pape. Passant par Roanne puis Tours, François de Paule arriva au château de Plessis-lèz-Tours auprès de Louis XI. Le roi se jeta littéralement à ses pieds et implora ses bénédictions. Il le flatte, il le supplie, et fait le vœu de construire deux couvents pour son ordre.
Mais, lucide, observant silencieusement le roi, l'austère ermite ne tarda pas à lui faire doucement comprendre qu'il devait se résigner et se préparer à mourir chrétiennement, ce qui devait survenir un peu plus tard, le 30 août 1483.

### Mort et inhumation

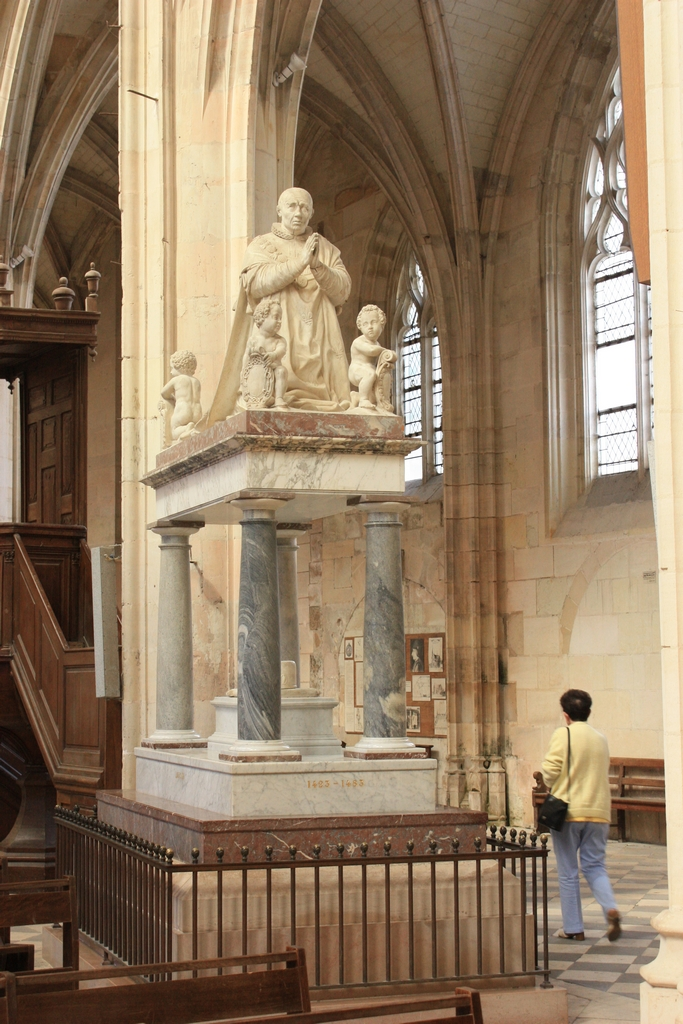
Tombeau de représenté en orant à Cléry-Saint-André, étant revêtu de son costume de l'ordre de Saint-Michel et entouré de quatre génies.

Selon le diagnostic rétrospectif de l'historien Paul Murray Kendall, Louis XI mourut d’une hémorragie cérébrale. Il avait subi plusieurs attaques d'apoplexie au cours de sa vie, la première en mai 1473. En mars 1481 lors d'un dîner à Saint-Benoît-sur-Loire, il s'effondre. Il vient à nouveau d'être victime d'une hémorragie cérébrale. C'est grâce à son médecin et astrologue italien, Angelo Cato qu'il se remet totalement en deux semaines. En septembre 1481 au château de Plessis-lèz-Tours, il a une nouvelle attaque et n'hésite pas à entreprendre un pèlerinage à Saint-Claude dans le Jura où il arrive épuisé, après un voyage d'un mois. De retour au Plessis, guéri mais craignant d'être assassiné, il fait garder le château jour et nuit par 400 hommes. Il ne fait plus confiance qu'au médecin Jacques Coitier qui avait trouvé la faille du roi : son caractère hypocondriaque et sa superstition. Sur son lit de mort il voulut avoir près de lui la Sainte Ampoule. Superstitieux, il avait interdit que l’on prononçât le mot « mort » devant lui, et il était convenu avec ses officiers de l'expression codée « Parlez peu » avant de recevoir les derniers sacrements.
Le 30 août 1483, Louis XI s’éteint au Château de Plessis-lèz-Tours après 22 ans de règne, à l'âge de 60 ans. Son fils, le Dauphin, alors âgé de treize ans, lui succéda sous le nom de Charles VIII.
Conformément à son souhait de refuser le prestige de la nécropole royale (comme les deux autres capétiens Louis VII et Philippe Ier), Louis XI fut inhumé, après une étape le 2 septembre à Tours, le 6 septembre 1483 dans la basilique qu'il avait fait construire seize ans auparavant, Notre-Dame de Cléry, et non en la basilique Saint-Denis.

## Sépulture et représentations

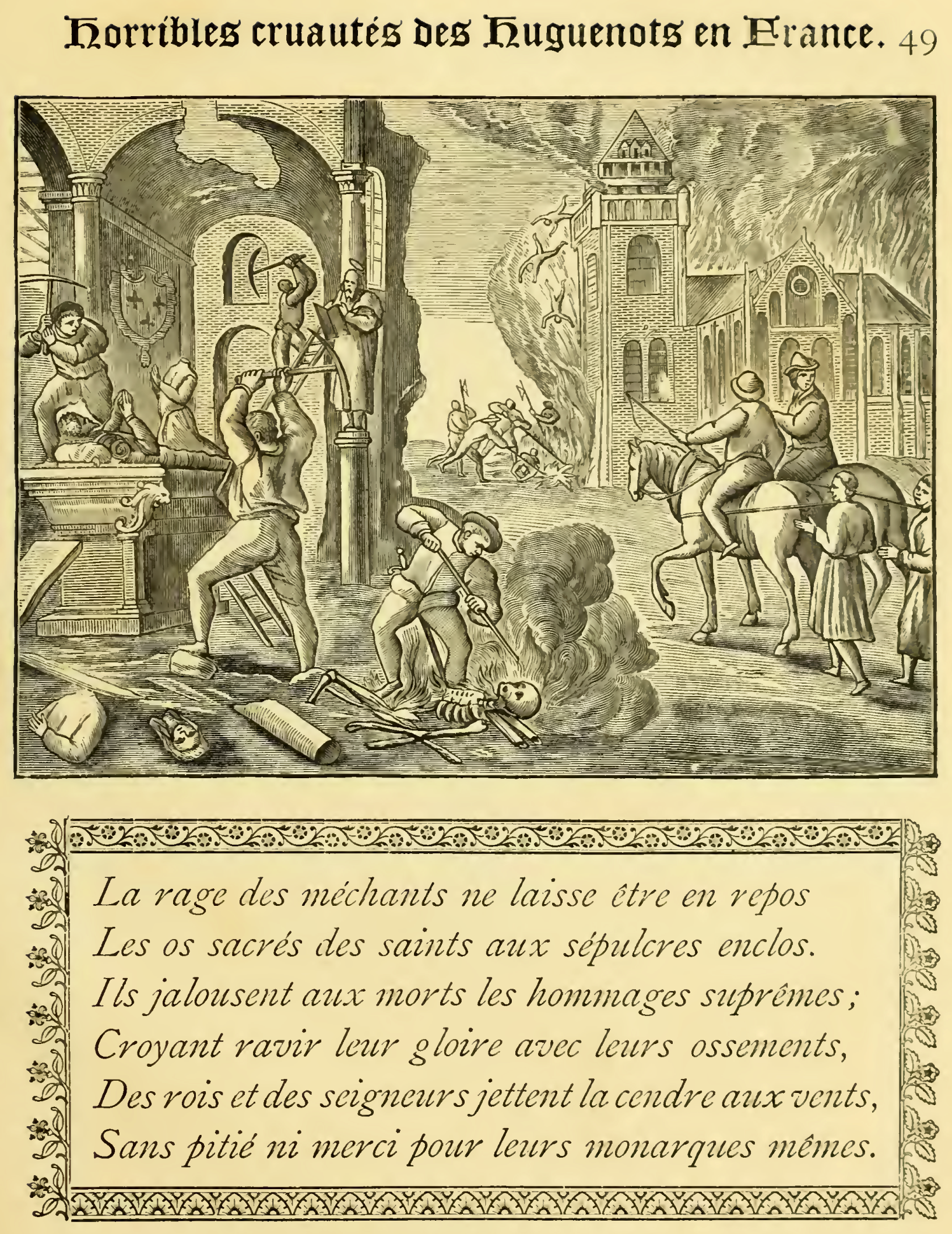
Destruction du tombeau de à Cléry-Saint-André, en 1562.

À Cléry-Saint-André, la statue en cuivre et bronze doré de Louis XI représentait le roi en habits de chasseur, priant à genoux devant Notre Dame, sur un coussin, servant de prie-dieu, aux couleurs des armes de France. Elle était l'œuvre de l'orfèvre Conrad de Cologne et du fondeur Laurent Wrine. La statue dégageait une réelle simplicité, le roi tenant un chapeau de chasseur entre les mains et accompagné de son chien. Le 2 avril 1562, le tombeau du roi fut détruit par les protestants, à la suite de la prise de la ville d’Orléans par les armées du prince de Condé.
En 1622, Louis XIII fit construire une nouvelle sépulture en marbre qui fut à son tour détruite à la Révolution française. Seuls la statue moderne du roi (priant sur un coussin portant un livre sur lequel est posé son bonnet favori), de Michel Bourdin, et les quatre anges furent préservés par Alexandre Lenoir à Paris dans son Musée des Monuments français.
Au XIXe siècle, le comte de Choiseul d’Aillecourt rapatrie les sculptures du Musée des Monuments français en 1818. Les sculpteurs Beauvallet puis Barberon en 1896 reconstituèrent une nouvelle sépulture, classée monument historique depuis 1840, et qui figure depuis dans la nef de l'église. Sur un dais porté par quatre colonnes en marbre de Pentélie, le roi et quatre génies en coin supportant des écussons reposent sur un piédestal en marbre.
En 1896, le docteur Duchâteau effectue l'inventaire du caveau royal et constate la présence de cinq morceaux de crâne (témoin d'une craniectomie d'autopsie ou d'embaumement avec excérébration). Seuls la base d’un crâne scié et une mâchoire, attribués à Charlotte de Savoie, une voûte crânienne sciée, une mâchoire et un fragment de la partie nasale attribués à Louis XI, demeurent à Cléry, dans le caveau de la crypte de la basilique, le reste des ossements ayant disparu en 1792, après le passage des révolutionnaires.

## Le sens politique deLouisXI

### La rupture du traité de Péronne
Le roi établit tout d'abord une assemblée de princes et juristes du Grand Conseil et du Parlement, présidée par Jean de la Driesche, président de Chambre des comptes et ancien fidèle de Charles le Téméraire. Elle dénonça que le roi avait accepté le traité sous la contrainte. Puis, l'assemblée de Tours décida de convoquer le duc de Bourgogne devant le Parlement, et elle envoya un huissier à Gand afin de notifier la citation. Le duc Charles s'abstint de comparaître. Le 3 décembre 1470, le roi de France déclara la trahison et le parjure du duc. La procédure juridique était respectée.

### L'arme financière
En 1475, après avoir coupé le ravitaillement de l'armée ennemie, et sans engager la bataille, il acheta le départ de l'armée royale d'Angleterre en dépensant 75 000 écus d'or, ainsi que 50 000 écus de pension annuelle pour sept ans, soit 425 000 écus.
Jean Favier souligne : « On n'a pas fait assez attention au calcul : pour lourde qu'elle soit, l'indemnité ainsi versée au Trésor anglais [75 000 écus] est à peu près ce que coûterait une année de guerre si la guerre de Cent Ans reprenait pour cent ans ». En outre, le commerce entre les deux pays permettait de récupérer une partie de ce montant.

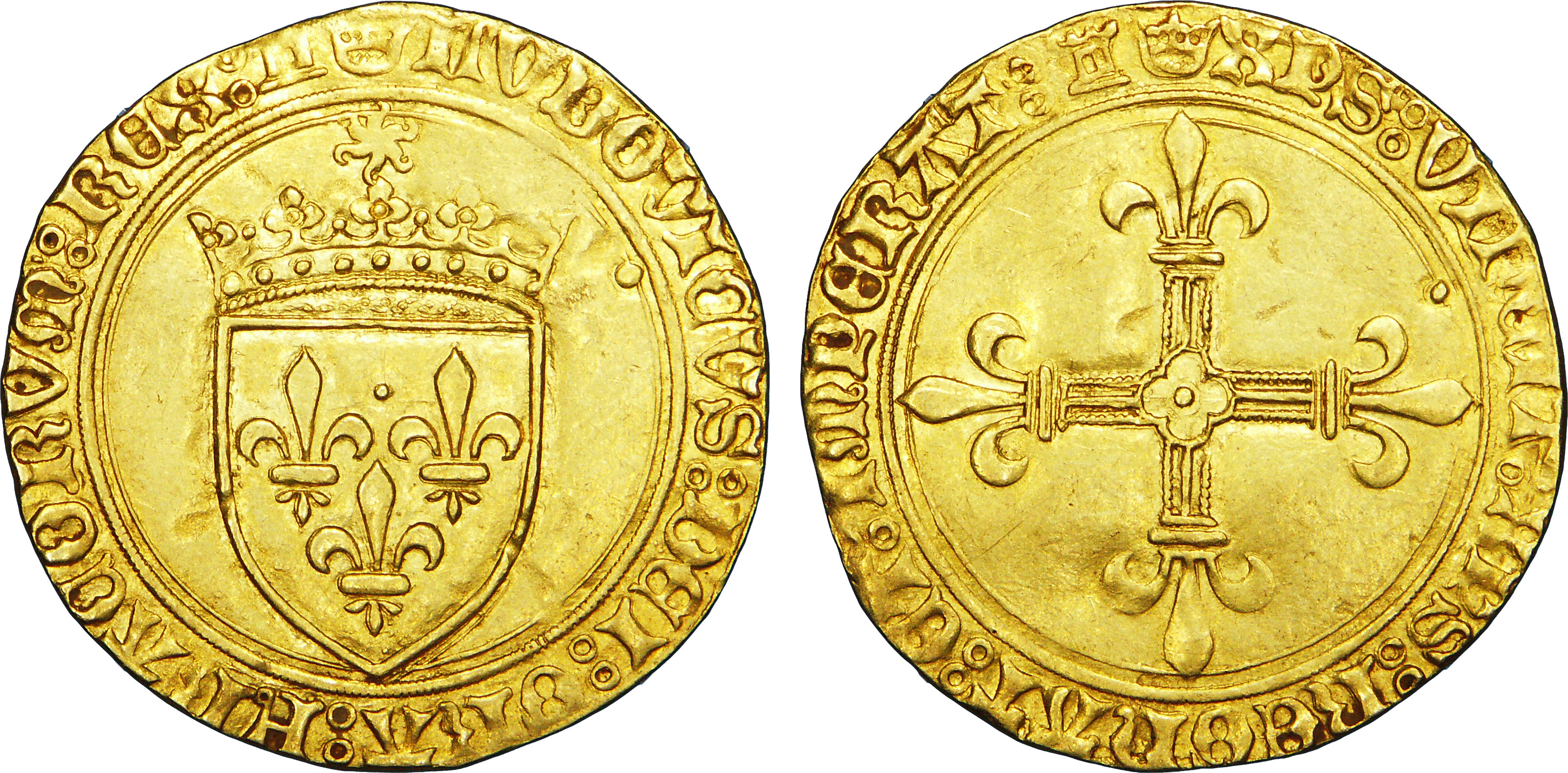
Écu d'or au soleil frappé sous le règne de.

### La diplomatie
Le 24 juillet 1476 à Lyon, seulement deux jours après la bataille de Morat, le roi reçut la nouvelle. Sitôt, il expédia une lettre au grand maître, chef de guerre : « Je vous pri, faictes tousjours tenir voz gens prestz, mais ne commances riens, et que voz gens n'entrepreigne chose par quoy on puisse dire que la treve ait este rompue. » 
En soutenant d'autres armées, Louis XI sut être tacticien, et il n'engagea pas le combat jusqu'à ce que Charles le Téméraire meure l'année suivante.
Sa propre sœur Yolande de France, qui soutenait le duc de Bourgogne, fut cependant enlevée par ce dernier après la bataille de Morat, et était enfermée dans le château de Rouvres. En septembre 1476, le roi décida d'y envoyer confidentiellement Charles Ier d'Amboise et deux cents lances. Ce gouverneur était non seulement son meilleur élément mais aussi un excellent diplomate. Aussitôt que la duchesse de Savoie eut été libérée, le roi envoya une lettre au duc de Milan, bien entendu, en raison de la trêve : « Elle avoit envoye devers le gouverneur de Champaigne lui prier qu'il lui envoyast des gens, mais il y est alle en personne ».
Philippe de Commynes résume ainsi le réalisme politique du roi : « Entre tous ceulx que j’ai jamais congneu, le plus saige pour soy tirer d’ung maulvais pas, en temps d’adversité, c’estoit le roy Loys unziesmez, nostre maistre, et le plus humbe en parolles et en habitz, qui plus travailloit à gaigner ung homme qui le pouvoit servir ou qui luy pouvoit nuyre. Et ne se ennuyoit point à estre refusé une foys d’ung homme qu’il praticquoit à gaigner, mais y continuoit, en lui promectant largement et donnant par effect argent et estatz qu’i congnoissoit qui lui plaisoient. Et ceux qu’il avoit chassez et deboutez en temps de paix et de prospérité, il les rachaptoit bien cher quant il en avait affaire, et s’en servoit, et ne les avoit en nulle hayne pour les choses passées ».

## La santé du roi

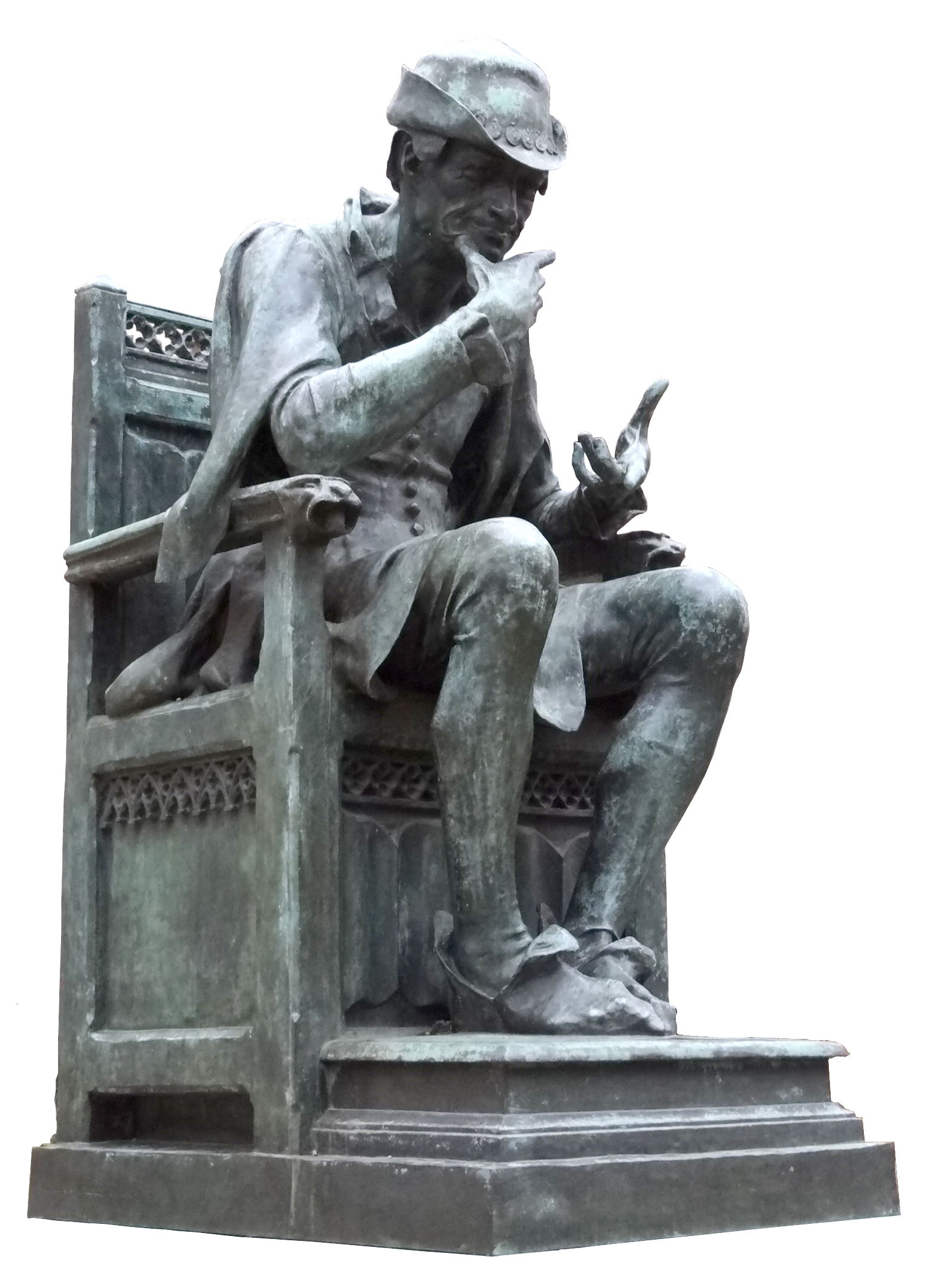
Bronze du roi, exécuté par Jean Baffier en 1885 à Bourges.

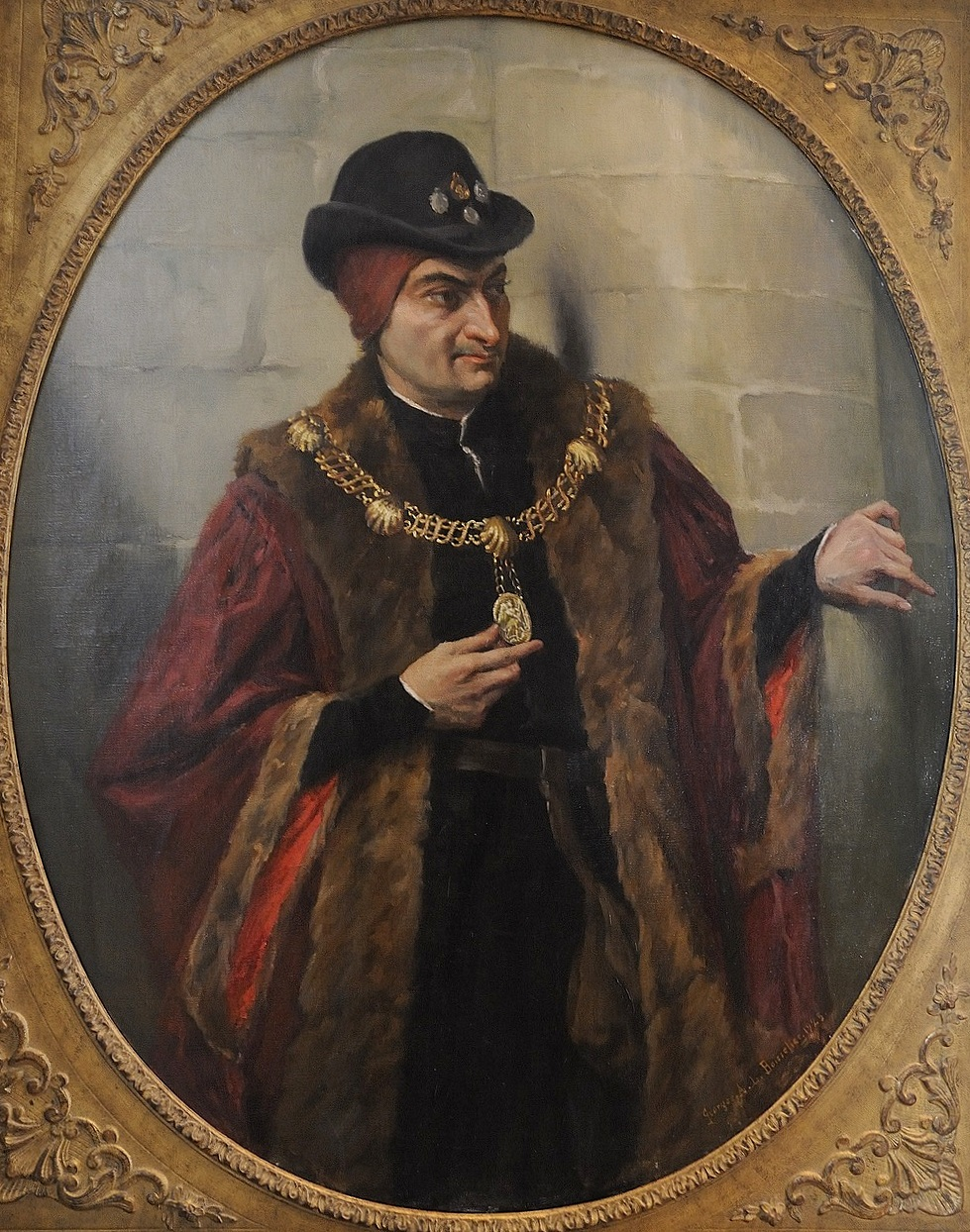
, porteur du collier de l'ordre de Saint-Michel. Toile de Georges A. L. Boisselier, 1925.

Tout comme la légende noire, quelques historiens accentuaient la maladie de Louis XI, par exemple selon Ivan Gobry qui — pour son physique — cite Basin sans indice concret :

« Avec ses cuisses et ses jambes maigrichonnes, il n’avait, dès le premier abord, rien de beau ni d’agréable. Pire encore : si on le rencontrait en ignorant son identité, on pouvait le prendre plus pour un bouffon ou pour un ivrogne, de toute façon pour un individu de vile condition, que pour un roi ou un homme de qualité. »

Pourtant, les témoins contemporains du roi racontaient d'autres histoires. Philippe de Commynes, l'un des principaux conseillers de Louis XI, en aperçut le premier signe en 1478, après sa mission en Italie :

« Je trouvay ung peu le Roy nostre maistre envielly, et commencoyt a soy dispouser a malladie ; toutesfoiz il n'y parut pas si tost, et conduysoit toutes les choses par grant sens. »

— Philippe de Commynes, Mémoires, Livre VI, Chapitre V
Puis, le roi subit la première attaque importante en mars 1479 :

« Ja commencoyt a vieillir et devenir malade ; et estant aux Forges pres Chinon, a son disner, vint comme en une percution et perdit la parolle. Il fut leve de la table et tenu pres du feu, et les fenestres closez ; et combien qu'il s'en voulsist approucher, l'on l'en garda : aulcuns cuydoient bien faire. ......... Quant je arryvay, je le trouvay a table ; avecques luy maistre Adam Fumee, et qui autresfoiz avoit este medicin du roy Charles, a ceste heure dont je parle, maistre des requestes, et ung aultre medicin appelle maistre Claude. »

— Même document, Livre VI, Chapitre VI
La santé du roi se rétablit dix ou douze jours plus tard. Le 31 juillet 1479, il put arriver à Dijon. L'année suivante, Louis XI régnait encore et décidait de tout. Parmi 2 164 lettres du roi restant de nos jours, Joseph Vaesent en attribua 178 à l'année 1480, ce qui confirme scientifiquement le rétablissement de la santé du roi.

Le 19 décembre 1481, ce dernier expédia cependant une lettre au prieur de Salles : 

« …je vous prie tant que je puis que vous priez incessamment Dieu et Nostre Dame de Sales pour moy, à ce que leur plaisir soit m'envoyer la fievre quarte, car j'ay une maladie dont les physiciens disent que je ne puis estre guery sans l'avoir…. »

 Selon cette lettre, Auguste Brachet conclut en 1903, dans son livre Pathologie mentale des rois de France, que la maladie du roi était l'épilepsie. Claude Gauvard ajoute une autre raison pour cette hypothèse : le roi portait toujours un chapeau. En cas de chute, cela pourrait amortir les chocs.

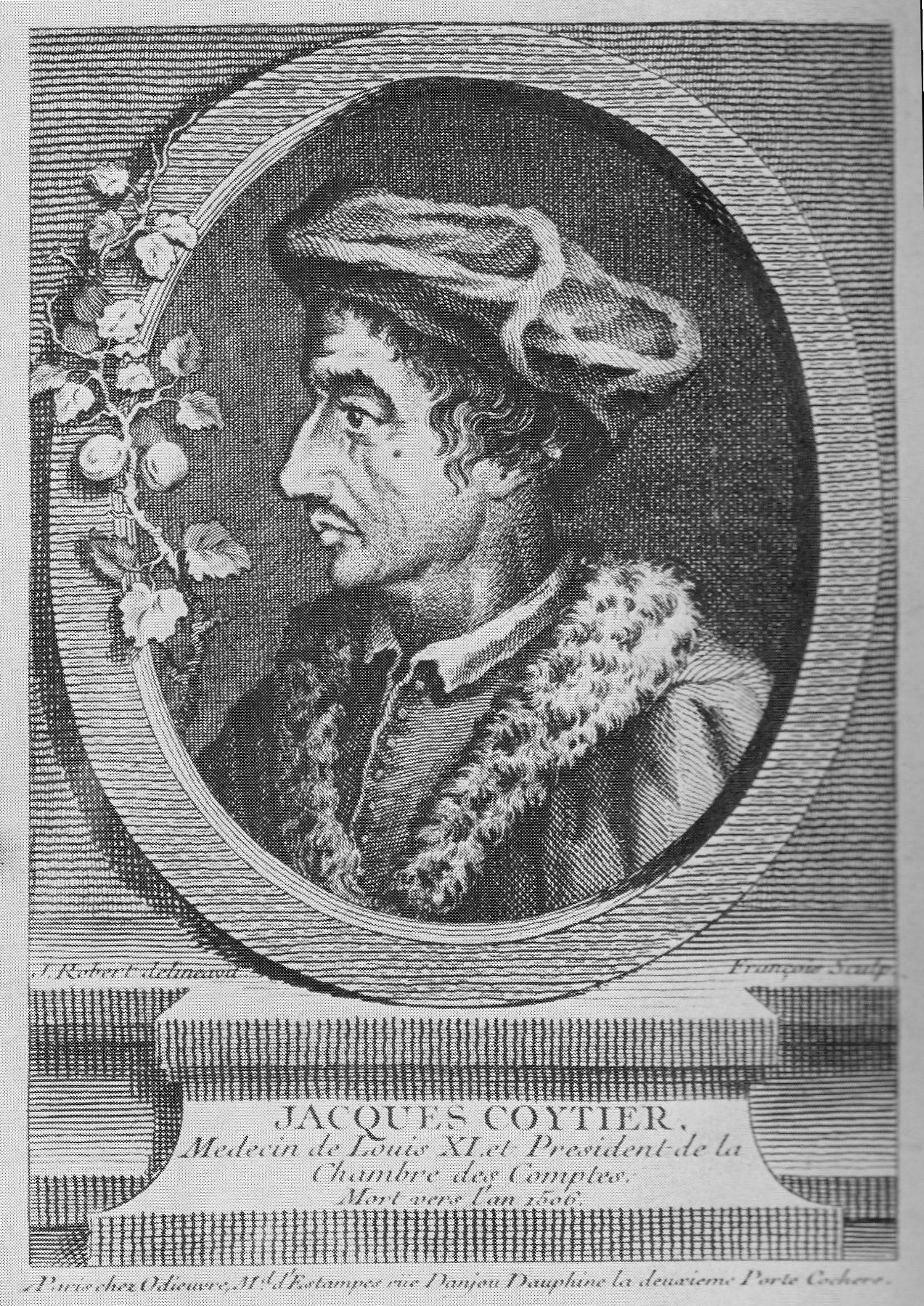
Victor Hugo fit du médecin du roi Jacques Coitier un personnage de son célèbre roman Notre-Dame de Paris.

En dépit de cette fragilité, Louis XI était capable de régner sur le pays jusqu'à ses dernières années. En fait, le roi ne manqua jamais de bons médecins. Aussitôt sacré, il délivra Adam Fumée enfermé dans la tour de Bourges, avec privilège attribué au sacre. Charles VII et le dauphin Louis séjournèrent, au printemps 1437, en Languedoc à Montpellier. Toute la famille royale profitait désormais des meilleurs professeurs de la faculté de médecine de Montpellier, : Adam Fumée, Déodat Bassole, Jean Martin, Robert Poitevin et Robert de Lyon. Aussi cette université était-elle toujours protégée et soutenue par le roi. On compte encore Enguerrand de Parent, doyen de la faculté de Paris, et Jacques Coitier. Certains devinrent les personnels importants du royaume. Ainsi, Adam Fumée fut nommé garde des sceaux de France alors que Jacques Coitier devint président-clerc dans la Chambre des comptes en 1482. Enfin, l'ancien doyen Jean Martin, maître de la Chambre des comptes sous Charles VIII.
Louis XI contribua par ailleurs à l'évolution de la médecine. En effet, il soutenait les projets de copie et de traduction dans ce domaine, afin que s'améliore la disponibilité des livres et des manuels de médecine dans le royaume de France.
Ainsi, le roi faisait copier la Pratica de Jean Pacis, doyen de la faculté de Montpellier, tandis que fut achevée pour la première fois la traduction du Regimen Sanitatis Salernitatum de l'École de médecine de Salerne. Enfin Louis XI se faisait apporter des reliques de l’Europe entière, et envoyait des dons à toutes les églises réputées pour leurs guérisons miraculeuses. Il collectionnait aussi les images pieuses, par contre les médailles de plomb censées orner son chapeau n'existaient pas du vivant du roi.

## Image posthume

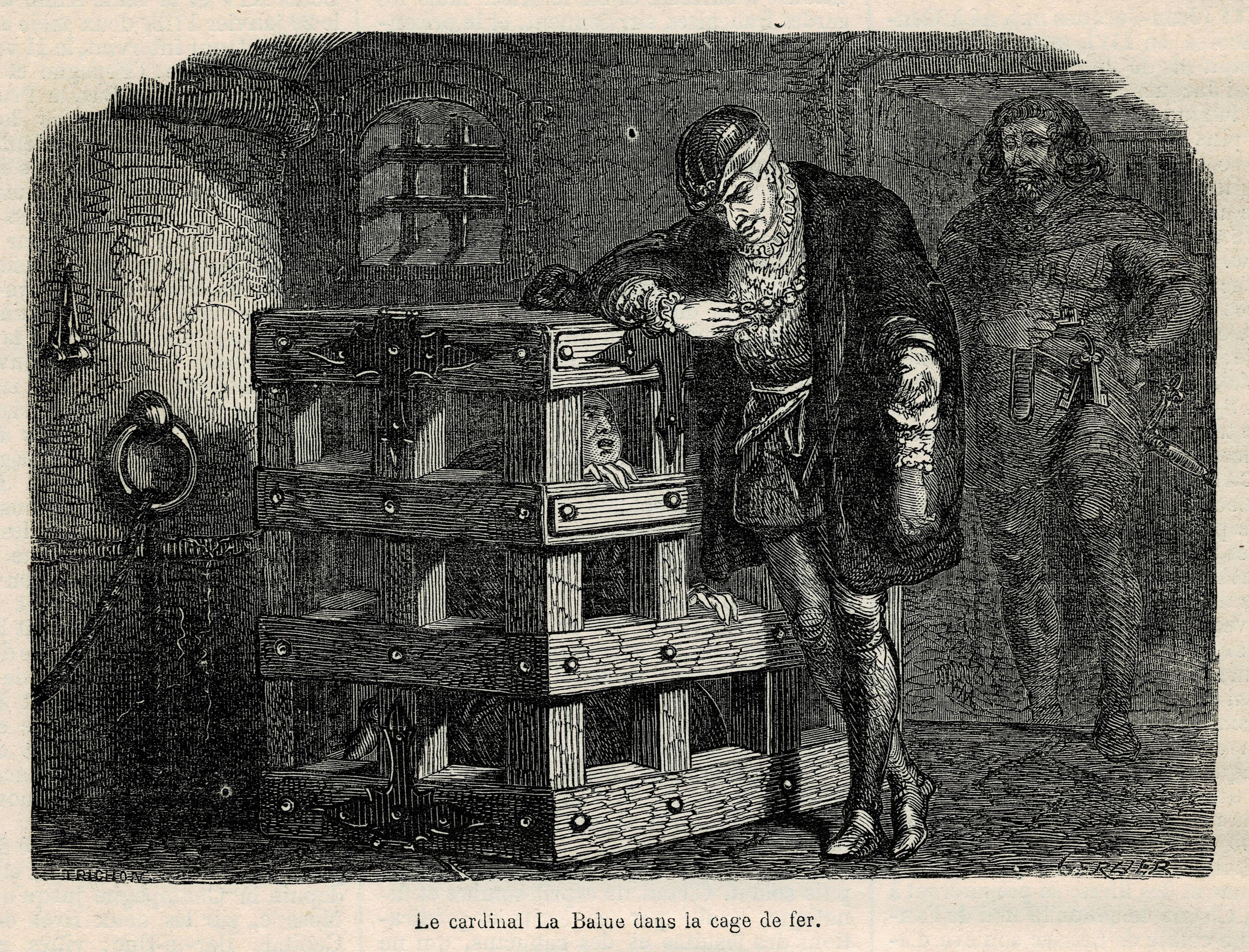
Louis XI raillant le cardinal La Balue prisonnier dans sa cage de fer : une image apocryphe popularisée par les romanciers. Illustration d'Edmond Alonnier et Joseph Décembre, Dictionnaire populaire illustré d'histoire, de géographie, de biographie, de technologie, de mythologie, d'antiquités, des beaux-arts et de littérature, 1862.

Son intense activité diplomatique, perçue par ses adversaires comme sournoise, lui vaut de la part de ses détracteurs le surnom d'« Universelle Aragne »,,,. Thomas Basin, évêque de Lisieux tombé en disgrâce, développe la légende noire posthume du roi (tyran laid, fourbe et cruel, enfermant ses ennemis dans des cages en fer, les « fillettes »), le décrivant dans son Histoire de Louis XI comme un « fourbe insigne connu d'ici jusqu'aux enfers, abominable tyran d'un peuple admirable »,. Pierre Champion souligne qu'à part Commynes, plus nuancé, la plupart des chroniqueurs du règne sont du parti bourguignon, donc très hostiles : Thomas Basin, Georges Chastelain, Olivier de la Marche, Jean Molinet. Claude de Seyssel, dans La Monarchie de France, traité politique publié en 1519, oppose la figure tyrannique de Louis XI à celle de Louis XII, présenté comme le roi idéal.
Le « roman national » édifié par les historiens du XIXe siècle en a fait tantôt un « génie démoniaque », tantôt, plus rarement, un souverain réfléchi et habile qui a contribué à l'unité nationale en matant les grands féodaux et écartant le danger anglais.
Ce mythe est aujourd'hui totalement dépassé : en témoignent les travaux, entre autres, de la médiéviste Monique Sommé qui soutient dans la lignée des études menées par Jean-Marie Cauchies « que Louis XI ne fut pas l'« universelle aragne », le manipulateur entravant tous les projets du duc de Bourgogne, mais un roi moderne qui eut pour lui de bien connaître les hommes et de savoir observer et attendre ».

## Louis XI dans les arts

### Littérature

#### Romans historiques
- Quentin Durward de Walter Scott, paru en 1823, a pour toile de fond la confrontation de Louis XI et de Charles le Téméraire dans les guerres de Liège vue par un jeune archer de la Garde écossaise : le roman montre le roi méfiant, calculateur, adroit manipulateur, piégé lors de l'entrevue de Péronne par un adversaire violent et impulsif mais qui se tire de ce mauvais pas en maître de la stratégie indirecte[96]. Décrit comme « le plus subtil comme le plus vindicatif des souverains de cette époque », il cède pourtant à la superstition et à la peur de la mort[97].
- Anne de Geierstein de Walter Scott, paru en 1829, montre la confrontation entre Louis XI et Charles de Téméraire à un stade plus avancé[97].
- Notre-Dame de Paris de Victor Hugo publié en 1831, montre une image très sombre de Louis XI en 1482, à la fin de sa vie. Le roi, vêtu de façon mesquine, amaigri et tordu par la maladie, vivant dans la hantise des complots, s'abrite dans la Bastille avec quelques fidèles : le rusé et arrogant Olivier Le Daim surnommé Le Diable, Tristan L'Hermite (en fait, mort en 1479), chef de sa police militaire et toujours disponible pour pendre les ennemis du roi, le cupide médecin Jacques Coitier. Cependant, le roi se montre bon prince en faisant relâcher le poète voyou Pierre Gringoire[98]. Hugo souligne avec exactitude la méfiance de Louis XI envers la haute noblesse et sa dévotion à sa sainte patronne la Vierge Marie, qui mènera à l'issue tragique du roman quand (épisode fictif) il ordonne de faire abattre les truands qui tentaient de libérer Esmeralda prisonnière dans la cathédrale Notre-Dame de Paris.
- Dans la même année, Honoré de Balzac publie sa nouvelle Maître Cornélius, intrigue galante et policière à la cour du roi Louis XI : le jeune Saint-Vallier, amant adultère d'une fille naturelle de Louis XI, soupçonné de vol par un argentier avare, échappe à la potence grâce à la sagacité du roi pour lequel le romancier éprouvait une vive admiration[99]. Dans un des Cent Contes drolatiques, publiés entre 1832 et 1837, « Les Joyeulsetez du Roy Loys le unziesme », Balzac montre sous un angle inattendu le roi en joyeux compère, fêtard et amant d'une grasse comtesse[98].
- Le Dernier des barons (The Last of the Barons) d'Edward Bulwer-Lytton, paru en 1843, montre le règne de Louis XI comme celui de la montée de l'industrie et de la bourgeoisie aux dépens de la noblesse chevaleresque incarnée par Warwick[97].
- Le Diable (Der Teufel), de l'Allemand Alfred Neumann, paru en 1926, retrace la vie d'Olivier Necker dit Le Mauvais, rebaptisé Le Daim et anobli par Louis XI. Outre la relation ambiguë de dévotion et de haine entre les deux protagonistes, le roman explore les événements autour de l'affaire de Péronne, dans une atmosphère de ruses et de conspirations.
- Le dernier mot d'un roi de Pierre Moustiers, paru en 2003, raconte les derniers jours du roi, qui prépare sa succession.
- L’histoire du roi qui ne voulait pas mourir, paru en octobre 2023, roman inachevé de Jean Teulé, mettant en scène le caractère particulièrement cruel du Roi[100].

#### Bande dessinée
- Louis XI, l'universelle araignée, de Makyo, Jean-Edouard Grésy et Francesco de Stena, Delcourt, 2025. Le procès du Duc de Nemours permet de mettre en lumière les qualités méconnues de ce grand roi mal-aimé de l'Histoire.

#### Théâtre
- Louis XI, tragédie de Casimir Delavigne créée en 1832, contribue à fixer la légende noire du roi-tyran comparé à Tibère[96].

### Filmographie
Louis XI a été incarné à plusieurs reprises sur le petit et le grand écran.

#### Cinéma
- 1909 : Louis XI de Luigi Maggi avec Alberto Capozzi.
- 1920 : If I Were King de J. Gordon Edwards avec Fritz Leiber.
- 1923 : Notre-Dame de Paris de Wallace Worsley avec Tully Marshall.
- 1924 :
  - Yolanda de Robert G. Vignola avec Holbrook Blinn.
  - Le Miracle des loups de Raymond Bernard avec Charles Dullin.
- 1927 : L'Étrange Aventure du vagabond poète d'Alan Crosland avec Conrad Veidt.
- 1930 : Le Vagabond roi de Ludwig Berger et Ernst Lubitsch avec O.P. Heggie.
- 1938 : Le Roi des gueux de Frank Lloyd avec Basil Rathbone.
- 1939 : Quasimodo de William Dieterle avec Harry Davenport.
- 1955 : Les Aventures de Quentin Durward de Richard Thorpe avec Robert Morley.
- 1956 : 
  - Notre-Dame de Paris de Jean Delannoy avec Jean Tissier.
  - Le Roi des vagabonds de Michael Curtiz avec Walter Hampden.
- 1961 : Le Miracle des loups de André Hunebelle avec Jean-Louis Barrault.
- 2018 : Un peuple et son roi de Pierre Schoeller avec Serge Merlin.

#### Télévision
- 2025 : Secrets d'Histoire : Louis XI un règne de terreur.

##### Séries
- 1971 : Quentin Durward avec Michel Vitold.

##### Téléfilm
- 1978 : Louis XI ou la Naissance d'un roi d'Alexandre Astruc avec Denis Manuel.
- 1979 : Louis XI ou le pouvoir central d'Alexandre Astruc avec Denis Manuel.
- 1997 : Quasimodo Notre-Dame de Paris de Peter Medak avec Nigel Terry.
- 2011 : Louis XI, le pouvoir fracassé de Henri Helman avec Jacques Perrin.

#### Musique
La légende noire de Louis XI est évoquée ironiquement par Stella dans sa chanson Si vous connaissez quelque chose de pire qu'un vampire (1966) : 

« Quand j'apprenais en classe l'histoire des rois de France,
C'était vers ce bon Louis XI qu'allait mes préférences
Celui qui a lancé l'usage,
De mettre ses rivaux en cage »

## Descendance
De son épouse, Charlotte de Savoie, reine de France, il eut huit enfants, dont seulement trois ont atteint l'âge adulte : Anne de France (future Anne de Beaujeu et régente du royaume), Jeanne de France (future épouse de Louis XII) et le futur Charles VIII. Louis XI veillera à l'éducation de son fils Charles, et Charlotte à l'éducation de ses filles.
Enfants légitimes :
- Louis (18 octobre 1458 – 1460) ;
- Joachim (15 juillet 1459 – 29 novembre 1459) ;
- Louise (juillet 1460 – 1460) ;
- Anne de France (avril 1461 – 14 novembre 1522) ;
- Jeanne de France (23 avril 1464 – 4 février 1505) ;
- François (4 décembre 1466 – 4 décembre 1466) ;
- Charles VIII (30 juin 1470 – 7 avril 1498) ;
- François (3 septembre 1472 – juillet 1473).

Louis XI eut aussi deux filles de sa première maîtresse, Félizé Regnard, toutes deux légitimées : Jeanne de Valois (1447-1519), épouse de Louis de Bourbon-Roussillon (1450-1487), et Guyette de Valois.

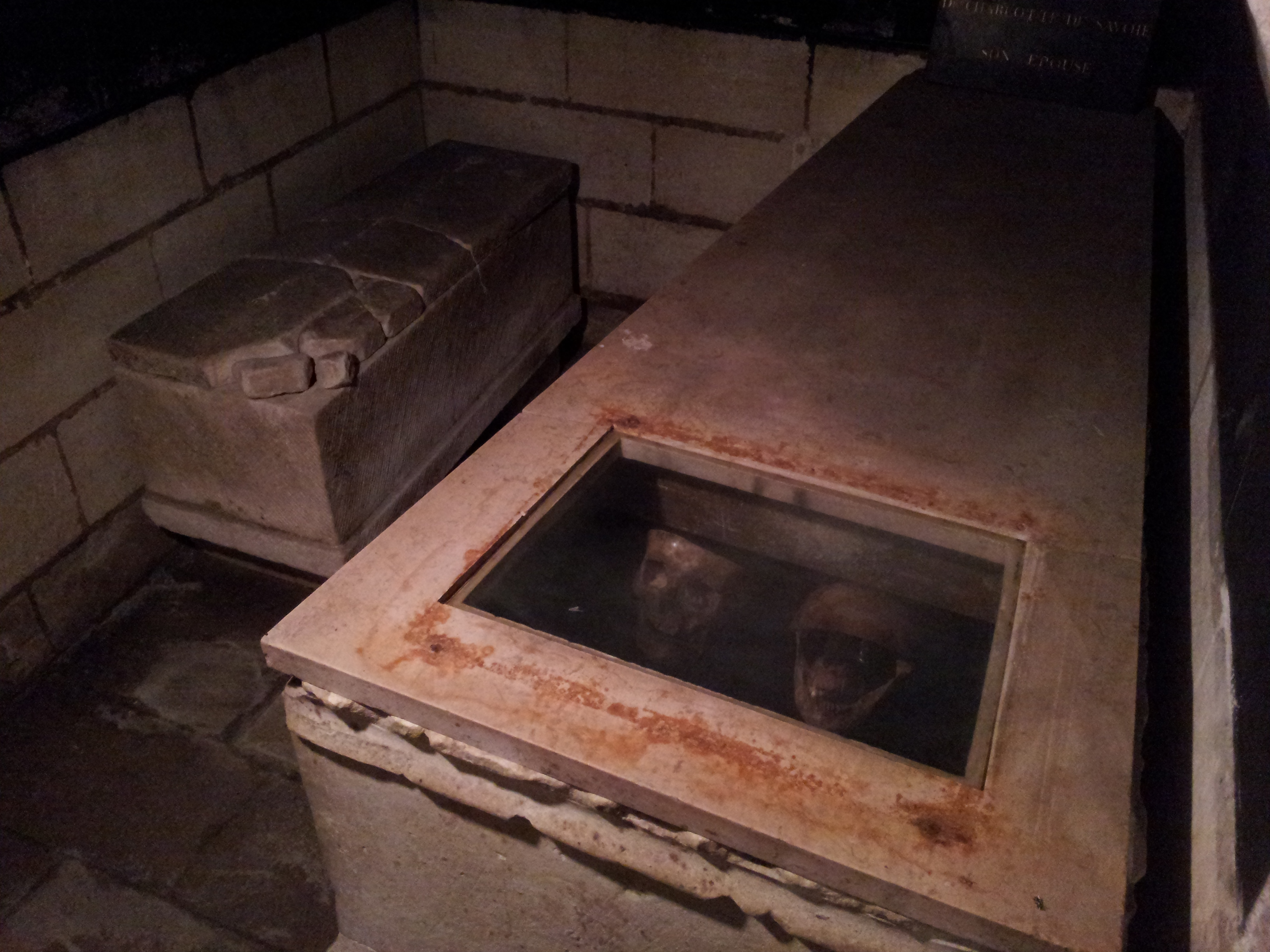
Caveau à Cléry-Saint-André présentant les crânes présumés de (à droite) et Charlotte de Savoie (à gauche).

Louis aurait eu aussi des enfants de sa maîtresse Marguerite de Sassenage, dame de Beaumont (avant 1424-1471) :
- Guyette de Valois (qui n'est pas la même que celle issue des amours de Louis XI et de Félizé Regnard), légitimée et morte après le 11 mars 1502[pas clair] ;
- Marie de Valois (1450 - v. 1470) légitimée en 1467, elle épouse la même année Aymar de Poitiers, sire de Saint-Vallier ;
- Isabeau (?), qui épouse Louis de Saint-Priest, dont postérité.